# Spanyolország a 2008. évi nyári olimpiai játékokon
Spanyolország a kínai Pekingben megrendezett 2008. évi nyári olimpiai játékok egyik részt vevő nemzete volt. Az országot az olimpián 29 sportágban 283 sportoló képviselte, akik összesen 18 érmet szereztek. A megnyitó ünnepségen a zászlót a kenus David Cal vitte.

## Érmesek
| Naponként | Naponként     | Naponként | Naponként | Naponként | Naponként | Naponként |
| --------- | ------------- | --------- | --------- | --------- | --------- | --------- |
| Nap       | Dátum         |           |           |           | Összesen  |           |
| 1.nap     | Augusztus 8.  | —         | —         | —         | —         |           |
| 2.nap     | Augusztus 9.  | 1         | 0         | 0         | 1         |           |
| 3.nap     | Augusztus 10. | 0         | 0         | 1         | 1         |           |
| 4.nap     | Augusztus 11. | 0         | 0         | 0         | 0         |           |
| 5.nap     | Augusztus 12. | 0         | 0         | 0         | 0         |           |
| 6.nap     | Augusztus 13. | 0         | 0         | 0         | 0         |           |
| 7.nap     | Augusztus 14. | 0         | 0         | 0         | 0         |           |
| 8.nap     | Augusztus 15. | 0         | 0         | 0         | 0         |           |
| 9.nap     | Augusztus 16. | 1         | 0         | 0         | 1         |           |
| 10.nap    | Augusztus 17. | 1         | 3         | 0         | 4         |           |
| 11.nap    | Augusztus 18. | 0         | 0         | 1         | 1         |           |
| 12.nap    | Augusztus 19. | 0         | 1         | 0         | 1         |           |
| 13.nap    | Augusztus 20. | 0         | 1         | 0         | 1         |           |
| 14.nap    | Augusztus 21. | 1         | 0         | 0         | 1         |           |
| 15.nap    | Augusztus 22. | 0         | 1         | 0         | 1         |           |
| 16.nap    | Augusztus 23. | 1         | 3         | 0         | 4         |           |
| 17.nap    | Augusztus 24. | 0         | 1         | 1         | 2         |           |
| Összesen  |               | 5         | 10        | 3         | 18        |           |

| Sport         |   |    |   | Összesen |
| Asztalitenisz | 0 | 0  | 0 | 0        |
| Atlétika      | 0 | 0  | 0 | 0        |
| Birkózás      | 0 | 0  | 0 | 0        |
| Cselgáncs     | 0 | 0  | 0 | 0        |
| Evezés        | 0 | 0  | 0 | 0        |
| Gyeplabda     | 0 | 1  | 0 | 1        |
| Íjászat       | 0 | 0  | 0 | 0        |
| Kajak-kenu    | 1 | 2  | 0 | 3        |
| Kerékpározás  | 2 | 1  | 1 | 4        |
| Kézilabda     | 0 | 0  | 1 | 1        |
| Kosárlabda    | 0 | 1  | 0 | 1        |
| Műugrás       | 0 | 0  | 0 | 0        |
| Ökölvívás     | 0 | 0  | 0 | 0        |
| Röplabda      | 0 | 0  | 0 | 0        |
| Sportlövészet | 0 | 0  | 0 | 0        |
| Súlyemelés    | 0 | 0  | 0 | 0        |
| Szinkronúszás | 0 | 2  | 0 | 2        |
| Taekwondo     | 0 | 0  | 0 | 0        |
| Tenisz        | 1 | 1  | 0 | 2        |
| Tollaslabda   | 0 | 0  | 0 | 0        |
| Torna         | 0 | 1  | 0 | 1        |
| Úszás         | 0 | 0  | 0 | 0        |
| Vitorlázás    | 1 | 1  | 0 | 2        |
| Vívás         | 0 | 0  | 1 | 1        |
| Összesen      | 5 | 10 | 3 | 18       |

| Érem  | Versenyző | Sportág       | Versenyszám              |
| ----- | --- | ------------- | ------------------------ |
| Arany | Saúl Craviotto Carlos Pérez | Kajak-kenu    | Férfi kajak kettes 500 m |
| Arany | Samuel Sánchez | Kerékpározás  | Férfi mezőnyverseny      |
| Arany | Joan Llaneras | Kerékpározás  | Férfi pontverseny        |
| Arany | Rafael Nadal | Tenisz        | Férfi egyes              |
| Arany | Fernando Echavarri Antón Paz Blanco | Vitorlázás    | Tornádó                  |
| Ezüst | Nemzeti válogatott Francisco Cortés Santi Freixa Francisco Fábregas Víctor Sojo Alexandre Fabregas Pablo Amat Eduardo Tubau Roc Oliva Juan Fernández Ramón Alegre Xavier Ribas Albert Sala Rodrigo Garza Sergi Enrique Eduard Arbós David Alegre | Gyeplabda     | Férfi                    |
| Ezüst | David Cal | Kajak-kenu    | Férfi kenu egyes 500 m   |
| Ezüst | David Cal | Kajak-kenu    | Férfi kenu egyes 1000 m  |
| Ezüst | Joan Llaneras Antonio Tauler | Kerékpározás  | Férfi madison            |
| Ezüst | Nemzeti válogatott Pau Gasol Rudy Fernández Ricky Rubio Juan Carlos Navarro José Calderón Felipe Reyes Carlos Jiménez Raúl López Berni Rodríguez Marc Gasol Álex Mumbrú Jorge Garbajosa                                                          | Kosárlabda    | Férfi                    |
| Ezüst | Andrea Fuentes Gemma Mengual | Szinkronúszás | Páros                    |
| Ezüst | Alba María Cabello Raquel Corral Andrea Fuentes Gemma Mengual Thaïs Henríquez Laura López Gisela Morón Irina Rodríguez Paola Tirados | Szinkronúszás | Csapat                   |
| Ezüst | Anabel Medina Garrigues Virginia Ruano Pascual | Tenisz        | Női páros                |
| Ezüst | Gervasio Deferr | Torna         | Férfi talaj              |
| Ezüst | Iker Martínez Xabier Fernández | Vitorlázás    | Könnyű 49-es dingi       |
| Bronz | Leire Olaberría | Kerékpározás  | Női pontverseny          |
| Bronz | Nemzeti válogatott José Javier Hombrados Alberto Entrerríos Albert Rocas Raúl Entrerríos Rubén Garabaya Carlos Prieto Ion Belaustegui Demetrio Lozano David Davis David Barrufet Juanín García Iker Romero Cristian Malmagro Víctor Tomás        | Kézilabda     | Férfi                    |
| Bronz | José Luis Abajo | Vívás         | Férfi párbajtőr, egyéni  |

## Asztalitenisz

### Férfi
| Versenyző        | Versenyszám | Selejtező                                                        | 64-es főtábla                                                   | 48-as főtábla                                              | 32-es főtábla     | Nyolcaddöntő      | Negyeddöntő       | Elődöntő          | Döntő             | Helyezés |
| Versenyző        | Versenyszám | Ellenfél Eredmény                                                | Ellenfél Eredmény                                               | Ellenfél Eredmény                                          | Ellenfél Eredmény | Ellenfél Eredmény | Ellenfél Eredmény | Ellenfél Eredmény | Ellenfél Eredmény | Helyezés |
| ---------------- | ----------- | ---------------------------------------------------------------- | --------------------------------------------------------------- | ---------------------------------------------------------- | ----------------- | ----------------- | ----------------- | ----------------- | ----------------- | -------- |
| Alfredo Carneros | Egyes       | Ádel Maszaad Ibráhím (EGY) · 11-9, 12-10, 11-8, 9-11, 8-11, 11-8 | Csarat Kamal Asanta (IND) · 11-6, 10-12, 8-11, 11-9, 6-11, 7-11 | kiesett                                                    | kiesett           | kiesett           | kiesett           | kiesett           | kiesett           | 49.      |
| Zhiwen He        | Egyes       |                                                                  |                                                                 | Csang Szongman (PRK) · 9-11, 11-8, 11-9, 7-11, 10-12, 8-11 | kiesett           | kiesett           | kiesett           | kiesett           | kiesett           | 33.      |

### Női
| Versenyző   | Versenyszám | Selejtező         | 64-es főtábla                                           | 48-as főtábla                                             | 32-es főtábla                                   | Nyolcaddöntő      | Negyeddöntő       | Elődöntő          | Döntő             | Helyezés |
| Versenyző   | Versenyszám | Ellenfél Eredmény | Ellenfél Eredmény                                       | Ellenfél Eredmény                                         | Ellenfél Eredmény                               | Ellenfél Eredmény | Ellenfél Eredmény | Ellenfél Eredmény | Ellenfél Eredmény | Helyezés |
| ----------- | ----------- | ----------------- | ------------------------------------------------------- | --------------------------------------------------------- | ----------------------------------------------- | ----------------- | ----------------- | ----------------- | ----------------- | -------- |
| Yanfei Shen | Egyes       |                   |                                                         | Sandra Paović (CRO) · 11-8, 7-11, 11-9, 6-11, 13-11, 11-9 | Tie Ya Na (HKG) · 11-6, 7-11, 10-12, 4-11, 5-11 | kiesett           | kiesett           | kiesett           | kiesett           | 17.      |
| Fang Zhu    | Egyes       |                   | Marharita Peszocka (UKR) · 9-11, 11-8, 11-4, 11-7, 11-9 | Jie Li (NED) · 11-8, 4-11, 7-11, 12-14, 5-11              | kiesett                                         | kiesett           | kiesett           | kiesett           | kiesett           | 33.      |

#### Csapat
- Galia Dvorak
- Yanfei Shen
- Fang Zhu

D csoport
| Csapat        | JM | GY | V | GyJ | VJ | PT |
| ------------- | -- | -- | - | --- | -- | -- |
| Dél-Korea     | 3  | 3  | 0 | 27  | 6  | 6  |
| Japán         | 3  | 2  | 1 | 25  | 21 | 4  |
| Spanyolország | 3  | 1  | 2 | 20  | 23 | 2  |
| Ausztrália    | 3  | 0  | 3 | 5   | 27 | 0  |

| Dél-Korea (KOR) | 3 – 0 | Spanyolország |

| Japán (JPN) | 3 – 2 | Spanyolország |

| Spanyolország (ESP) | 3 – 0 | Ausztrália |

| Csapat        | Helyezés |
| ------------- | -------- |
| Spanyolország | 9.       |

## Atlétika
Férfi
| Versenyző                  | Versenyszám     | Előfutam | Előfutam | Előfutam | Negyeddöntő | Negyeddöntő | Negyeddöntő | Elődöntő | Elődöntő | Elődöntő | Döntő         | Döntő         |
| Versenyző                  | Versenyszám     | Idő      | Hely.    | Össz.    | Idő         | Hely.       | Össz.       | Idő      | Hely.    | Össz.    | Idő           | Helyezés      |
| -------------------------- | --------------- | -------- | -------- | -------- | ----------- | ----------- | ----------- | -------- | -------- | -------- | ------------- | ------------- |
| Ángel David Rodríguez      | 100 m           | 10,34    | 4.       | 23.***   | 10,35       | 8.          | 33.         | kiesett  | kiesett  | kiesett  | kiesett       | kiesett       |
| Ángel David Rodríguez      | 200 m           | 20,87    | 4.       | 29.*     | 20,96       | 8.          | 28.         | kiesett  | kiesett  | kiesett  | kiesett       | kiesett       |
| Manuel Olmedo              | 800 m           | 1:45,78  | 1.       | 7.       |             |             |             | 1:45,91  | 4.       | 8.       | kiesett       | kiesett       |
| Miguel Quesada             | 800 m           | 1:48,06  | 4.       | 40.      |             |             |             | kiesett  | kiesett  | kiesett  | kiesett       | kiesett       |
| Antonio Reina              | 800 m           | 1:46,30  | 3.       | 15.      |             |             |             | 1:46,40  | 7.       | 13.*     | kiesett       | kiesett       |
| Arturo Casado              | 1500 m          | 3:36,42  | 2.       | 12.      |             |             |             | 3:41,57  | 10.      | 22.      | kiesett       | kiesett       |
| Reyes Estévez              | 1500 m          | 3:39,62  | 8.       | 23.      |             |             |             | kiesett  | kiesett  | kiesett  | kiesett       | kiesett       |
| Juan Carlos Higuero        | 1500 m          | 3:41,70  | 3.       | 30.      |             |             |             | 3:37,31  | 3.       | 3.       | 3:34,44       | 4.            |
| Alemayehu Bezabeh          | 5000 m          | 13:37,88 | 5.       | 5.       |             |             |             |          |          |          | 13:30,48      | 11.           |
| Jesús España               | 5000 m          | 13:48,88 | 4.       | 20.      |             |             |             |          |          |          | 13:55,94      | 14.           |
| Alberto García             | 5000 m          | 13:58,20 | 9.       | 28.      |             |             |             |          |          |          | kiesett       | kiesett       |
| Carles Castillejo          | 10 000 m        |          |          |          |             |             |             |          |          |          | 28:13,68      | 23.           |
| Juan Carlos de la Ossa     | 10 000 m        |          |          |          |             |             |             |          |          |          | 27:54,20      | 17.           |
| Ayad Lamdassem             | 10 000 m        |          |          |          |             |             |             |          |          |          | 28:13,73      | 24.           |
| Jackson Quiñónez           | 110 m gát       | 13,41    | 2.       | 5.       | 13,47       | 3.          | 13.         | 13,40    | 3.       | 6.*      | 13,69         | 8.            |
| José Luis Blanco           | 3000 m akadály  | 8:37,37  | 12.      | 31.      |             |             |             |          |          |          | kiesett       | kiesett       |
| Eliseo Martín              | 3000 m akadály  | 8:23,19  | 5.       | 14.      |             |             |             |          |          |          | kiesett       | kiesett       |
| Rubén Palomeque            | 3000 m akadály  | 8:58,50  | 12.      | 36.      |             |             |             |          |          |          | kiesett       | kiesett       |
| José Manuel Martínez       | Maraton         |          |          |          |             |             |             |          |          |          | 2:14:00       | 16.           |
| Julio Rey                  | Maraton         |          |          |          |             |             |             |          |          |          | nem ért célba | nem ért célba |
| José Ríos                  | Maraton         |          |          |          |             |             |             |          |          |          | 2:32:35       | 72.           |
| Francisco Javier Fernández | 20 km gyaloglás |          |          |          |             |             |             |          |          |          | 1:20:32       | 7.            |
| Juan Manuel Molina         | 20 km gyaloglás |          |          |          |             |             |             |          |          |          | 1:21:25       | 12.           |
| Benjamín Sánchez           | 20 km gyaloglás |          |          |          |             |             |             |          |          |          | 1:21:38       | 13.           |
| Jesús Ángel García         | 50 km gyaloglás |          |          |          |             |             |             |          |          |          | 3:44:08       | 4.            |
| Mikel Odriozola            | 50 km gyaloglás |          |          |          |             |             |             |          |          |          | 3:51:30       | 13.           |
| Santiago Pérez             | 50 km gyaloglás |          |          |          |             |             |             |          |          |          | 3:59:41       | 26.           |

| Versenyző         | Versenyszám   | Selejtező | Selejtező | Döntő    | Döntő    |
| Versenyző         | Versenyszám   | Eredmény  | Helyezés  | Eredmény | Helyezés |
| ----------------- | ------------- | --------- | --------- | -------- | -------- |
| Javier Bermejo    | Magasugrás    | 220 cm    | 29.**     | kiesett  | kiesett  |
| Luis Felipe Méliz | Távolugrás    | 795 cm    | 10.       | 807 cm   | 7.       |
| Manuel Martínez   | Súlylökés     | 19,81 m   | 19.       | kiesett  | kiesett  |
| Frank Casañas     | Diszkoszvetés | 64,99 m   | 4.        | 66,49 m  | 5.       |
| Mario Pestano     | Diszkoszvetés | 64,42 m   | 7.        | 63,42 m  | 9.       |

| Versenyző   | Versenyszám | 100 m | 100 m | Távolugrás | Távolugrás | Súlylökés | Súlylökés | Magasugrás | Magasugrás | 400 m | 400 m | 110 m gát | 110 m gát | Diszkoszvetés | Diszkoszvetés | Rúdugrás                 | Rúdugrás                 | Gerelyhajítás | Gerelyhajítás | 1500 m  | 1500 m | Végeredmény | Végeredmény |
| Versenyző   | Versenyszám | Idő   | Pont  | Eredmény   | Pont       | Eredmény  | Pont      | Eredmény   | Pont       | Idő   | Pont  | Idő       | Pont      | Eredmény      | Pont          | Eredmény                 | Pont                     | Eredmény      | Pont          | Idő     | Pont   | Pont        | Helyezés    |
| ----------- | ----------- | ----- | ----- | ---------- | ---------- | --------- | --------- | ---------- | ---------- | ----- | ----- | --------- | --------- | ------------- | ------------- | ------------------------ | ------------------------ | ------------- | ------------- | ------- | ------ | ----------- | ----------- |
| David Gómez | Tízpróba    | 11,12 | 834   | 685 cm     | 778        | 13,58 m   | 703       | 181 cm     | 636        | 49,27 | 849   | 14,61     | 897       | 40,17 m       | 668           | érvényes kísérlet nélkül | érvényes kísérlet nélkül | 62,22 m       | 771           | 4:30,74 | 740    | 6876        | 25.         |

Női
| Versenyző           | Versenyszám     | Előfutam | Előfutam | Előfutam | Elődöntő | Elődöntő | Elődöntő | Döntő         | Döntő         |
| Versenyző           | Versenyszám     | Idő      | Hely.    | Össz.    | Idő      | Hely.    | Össz.    | Idő           | Helyezés      |
| ------------------- | --------------- | -------- | -------- | -------- | -------- | -------- | -------- | ------------- | ------------- |
| Iris Fuentes-Pila   | 1500 m          | 4:14,10  | 2.       | 21.      |          |          |          | 4:04,86       | 8.            |
| Natalia Rodríguez   | 1500 m          | 4:05,30  | 2.       | 7.       |          |          |          | 4:03,19       | 6.            |
| Dolores Checa       | 5000 m          | 15:31,22 | 13.      | 24.      |          |          |          | kiesett       | kiesett       |
| Isabel Checa        | 10 000 m        |          |          |          |          |          |          | 33:17,88      | 29.           |
| Josephine Onyia     | 100 m gát       | 12,68    | 1.       | 1.*      | 12,86    | 5.       | 9.*      | kiesett       | kiesett       |
| Laia Forcadell      | 400 m gát       | 58,64    | 7.       | 26.      | kiesett  | kiesett  | kiesett  | kiesett       | kiesett       |
| Marta Domínguez     | 3000 m akadály  | 9:22,11  | 2.       | 5.       |          |          |          | nem ért célba | nem ért célba |
| Zulema Fuentes-Pila | 3000 m akadály  | 9:29,40  | 4.       | 16.      |          |          |          | 9:35,16       | 12.           |
| Rosa María Morató   | 3000 m akadály  | 9:45,33  | 12.      | 29.      |          |          |          | kiesett       | kiesett       |
| Alessandra Aguilar  | Maraton         |          |          |          |          |          |          | 2:39:29       | 54.           |
| Yesenia Centeno     | Maraton         |          |          |          |          |          |          | 2:36:25       | 45.           |
| María José Pueyo    | Maraton         |          |          |          |          |          |          | 2:48:01       | 64.           |
| Beatriz Pascual     | 20 km gyaloglás |          |          |          |          |          |          | 1:27:44       | 6.            |
| María José Povés    | 20 km gyaloglás |          |          |          |          |          |          | 1:30:52       | 17.           |
| María Vascó         | 20 km gyaloglás |          |          |          |          |          |          | 1:27:25       | 5.            |

| Versenyző           | Versenyszám   | Selejtező                | Selejtező                | Döntő    | Döntő    |
| Versenyző           | Versenyszám   | Eredmény                 | Helyezés                 | Eredmény | Helyezés |
| ------------------- | ------------- | ------------------------ | ------------------------ | -------- | -------- |
| Ruth Beitia         | Magasugrás    | 193 cm                   | 1.***                    | 196 cm   | 7.*      |
| Naroa Agirre        | Rúdugrás      | 440 cm                   | 13.                      | kiesett  | kiesett  |
| Concepción Montaner | Távolugrás    | 653 cm                   | 15.                      | kiesett  | kiesett  |
| Carlota Castrejana  | Hármasugrás   | 14,02 m                  | 16.                      | kiesett  | kiesett  |
| Irache Quintanal    | Súlylökés     | érvényes kísérlet nélkül | érvényes kísérlet nélkül | kiesett  | kiesett  |
| Berta Castells      | Kalapácsvetés | 62,44 m                  | 41.                      | kiesett  | kiesett  |
| Mercedes Chilla     | Gerelyhajítás | 61,81 m                  | 7.                       | 58,13 m  | 9.       |

* - egy másik versenyzővel azonos időt/eredményt ért el

** - két másik versenyzővel azonos eredményt ért el

*** - három másik versenyzővel azonos időt/eredményt ért el

## Birkózás

### Férfi
Szabadfogású
| Versenyző         | Versenyszám | Selejtező         | Nyolcaddöntő                 | Negyeddöntő       | Elődöntő          | Vigaszág első kör | Vigaszág elődöntő | Bronz- mérkőzés   | Döntő             | Helyezés |
| Versenyző         | Versenyszám | Ellenfél Eredmény | Ellenfél Eredmény            | Ellenfél Eredmény | Ellenfél Eredmény | Ellenfél Eredmény | Ellenfél Eredmény | Ellenfél Eredmény | Ellenfél Eredmény | Helyezés |
| ----------------- | ----------- | ----------------- | ---------------------------- | ----------------- | ----------------- | ----------------- | ----------------- | ----------------- | ----------------- | -------- |
| Francisco Sánchez | 55 kg       |                   | Kim Hjoszop (KOR) · 1-3, 1-3 | kiesett           | kiesett           |                   |                   |                   |                   | 13.      |

### Női
Szabadfogású
| Versenyző     | Versenyszám | Selejtező         | Nyolcaddöntő                          | Negyeddöntő                           | Elődöntő          | Vigaszág első kör | Vigaszág elődöntő                    | Bronz- mérkőzés                      | Döntő             | Helyezés |
| Versenyző     | Versenyszám | Ellenfél Eredmény | Ellenfél Eredmény                     | Ellenfél Eredmény                     | Ellenfél Eredmény | Ellenfél Eredmény | Ellenfél Eredmény                    | Ellenfél Eredmény                    | Ellenfél Eredmény | Helyezés |
| ------------- | ----------- | ----------------- | ------------------------------------- | ------------------------------------- | ----------------- | ----------------- | ------------------------------------ | ------------------------------------ | ----------------- | -------- |
| Teresa Méndez | 63 kg       |                   | Lise Golliot-Legrand (FRA) · 0-1, 0-2 | kiesett                               | kiesett           |                   |                                      |                                      |                   | 13.      |
| Maider Unda   | 72 kg       |                   | Okszana Vascsuk (UKR) · 1-0, 3-1      | Sztanka Zlateva (BUL) · 3-2, 0-6, 1-4 |                   |                   | Ohenewa Akuffo (CAN) · 5-2, 1-1, 1-0 | Agnieszka Wieszczek (POL) · 1-2, 0-1 |                   | 5.       |

## Cselgáncs
Férfi
| Versenyző    | Versenyszám | Selejtező         | 32-es főtábla                     | Nyolcaddöntő                     | Negyeddöntő       | Elődöntő          | Vigaszág első kör                   | Vigaszág negyeddöntő | Vigaszág elődöntő | Bronz- mérkőzés   | Döntő             | Helyezés |
| Versenyző    | Versenyszám | Ellenfél Eredmény | Ellenfél Eredmény                 | Ellenfél Eredmény                | Ellenfél Eredmény | Ellenfél Eredmény | Ellenfél Eredmény                   | Ellenfél Eredmény    | Ellenfél Eredmény | Ellenfél Eredmény | Ellenfél Eredmény | Helyezés |
| ------------ | ----------- | ----------------- | --------------------------------- | -------------------------------- | ----------------- | ----------------- | ----------------------------------- | -------------------- | ----------------- | ----------------- | ----------------- | -------- |
| Óscar Peñas  | Harmatsúly  |                   | Mirali Sharipov (UZB) · 0000-1010 | kiesett                          | kiesett           | kiesett           |                                     |                      |                   |                   |                   | 21.      |
| David Alarza | Középsúly   |                   | Alexis Chiclana (PUR) · 1101-0100 | Ammár Benihlef (ALG) · 0001-1020 |                   |                   | Mohammed el-Aszri (MAR) · 0000-0000 | kiesett              | kiesett           | kiesett           |                   | 15.      |

Női
| Versenyző         | Versenyszám  | Selejtező                               | Nyolcaddöntő                        | Negyeddöntő                           | Elődöntő                        | Vigaszág első kör | Vigaszág negyeddöntő              | Vigaszág elődöntő             | Bronz- mérkőzés                      | Döntő             | Helyezés |
| Versenyző         | Versenyszám  | Ellenfél Eredmény                       | Ellenfél Eredmény                   | Ellenfél Eredmény                     | Ellenfél Eredmény               | Ellenfél Eredmény | Ellenfél Eredmény                 | Ellenfél Eredmény             | Ellenfél Eredmény                    | Ellenfél Eredmény | Helyezés |
| ----------------- | ------------ | --------------------------------------- | ----------------------------------- | ------------------------------------- | ------------------------------- | ----------------- | --------------------------------- | ----------------------------- | ------------------------------------ | ----------------- | -------- |
| Ana Carrascosa    | Harmatsúly   | Hasbátarín Cagánbátar (MGL) · 0100-0000 | Hszien Tung-mej (CHN) · 0000-1000   |                                       |                                 |                   | Telma Monteiro (POR) · 0101-0001  | Kim Gjongok (KOR) · 0001-1010 | kiesett                              |                   | 7.       |
| Isabel Fernández  | Könnyűsúly   |                                         | Valerie Gotay (USA) · 0010-0000     | Deborah Gravenstijn (NED) · 0000-0001 |                                 |                   | Ketleyn Quadros (BRA) · 0000-0001 | kiesett                       | kiesett                              |                   | 9.       |
| Leire Iglesias    | Középsúly    | Mayra Aguiar (BRA) · 0020-0011          | Gevrise Emane (FRA) · 0001-0000     | Annett Böhm (GER) · 0000-1000         |                                 |                   | Natalija Szmal (UKR) · 0011-0000  | Yuri Alvear (COL) · 0001-0000 | Edith Bosch (NED) · 0000-1001        |                   | 5.       |
| Esther San Miguel | Félnehézsúly | Vera Moszkaljuk (RUS) · 0002-0000       | Edinanci da Silva (BRA) · 0011-0010 | Lucia Morico (ITA) · 0220-0011        | Jang Hsziu-li (CHN) · 0000-1031 |                   |                                   |                               | Stéphanie Possamai (FRA) · 0010-0100 |                   | 5.       |

## Evezés
Női
| Versenyző       | Versenyszám  | Előfutam | Előfutam | Középdöntő | Középdöntő | Elődöntő | Elődöntő | Elődöntő | Döntő | Döntő   | Döntő | Helyezés |
| Versenyző       | Versenyszám  | Idő      | Hely.    | Idő        | Hely.      | Típus    | Idő      | Hely.    | Típus | Idő     | Hely. | Helyezés |
| --------------- | ------------ | -------- | -------- | ---------- | ---------- | -------- | -------- | -------- | ----- | ------- | ----- | -------- |
| Nuria Domínguez | Egypárevezős | 7:58,03  | 3.       | 7:49,60    | 4.         | C/D      | 8:03,61  | 2.       | C     | 7:36,12 | 2.    | 14.      |

## Gyeplabda

### Férfi
| #               | Név                      |         |         |         |         |         |         |         |
| Kapusok         | Kapusok                  | Kapusok | Kapusok | Kapusok | Kapusok | Kapusok | Kapusok | Kapusok |
| --------------- | ------------------------ | ------- | ------- | ------- | ------- | ------- | ------- | ------- |
| 1               | Francisco Cortés         |         |         |         |         |         |         |         |
| Mezőnyjátékosok |                          |         |         |         |         |         |         |         |
| 2               | Santi Freixa             |         |         |         |         |         |         |         |
| 5               | Francisco Fábregas (CSK) |         |         |         |         |         |         |         |
| 6               | Víctor Sojo              |         |         |         |         |         |         |         |
| 8               | Alex Fàbregas            |         |         |         |         |         |         |         |
| 9               | Pablo Amat               |         |         |         |         |         |         |         |
| 10              | Eduardo Tubau            |         |         |         |         |         |         |         |
| 11              | Roc Oliva                |         |         |         |         |         |         |         |
| 12              | Juan Fernández           |         |         |         |         |         |         |         |
| 13              | Ramón Alegre             |         |         |         |         |         |         |         |
| 16              | Xavier Ribas             |         |         |         |         |         |         |         |
| 17              | Albert Sala              |         |         |         |         |         |         |         |
| 18              | Rodrigo Garza            |         |         |         |         |         |         |         |
| 20              | Sergi Enrique            |         |         |         |         |         |         |         |
| 21              | Eduard Arbós             |         |         |         |         |         |         |         |
| 23              | David Alegre             |         |         |         |         |         |         |         |
| Tartalékok      |                          |         |         |         |         |         |         |         |
| 3               | Franc Dinares            |         |         |         |         |         |         |         |
| 22              | Xavier Castillano (K)    |         |         |         |         |         |         |         |
| Vezetőedző      |                          |         |         |         |         |         |         |         |
|                 | Maurits Hendriks         |         |         |         |         |         |         |         |

#### Eredmények
Csoportkör
A csoport
| Csapat              | M | Gy | D | V | G+ | G– | Gk | P  |
| ------------------- | - | -- | - | - | -- | -- | -- | -- |
| Spanyolország (ESP) | 5 | 4  | 0 | 1 | 9  | 5  | +4 | 12 |
| Németország (GER)   | 5 | 3  | 2 | 0 | 12 | 6  | +6 | 11 |
| Dél-Korea (KOR)     | 5 | 2  | 1 | 2 | 13 | 11 | +2 | 7  |
| Új-Zéland (NZL)     | 5 | 2  | 1 | 2 | 10 | 9  | +1 | 7  |
| Belgium (BEL)       | 5 | 1  | 1 | 3 | 9  | 13 | –4 | 4  |
| Kína (CHN)          | 5 | 0  | 1 | 4 | 7  | 16 | –9 | 1  |

| 2008. augusztus 11. 20:30 | Spanyolország (ESP)                         | 4–2               | Belgium (BEL)              | Játékvezetők: Murray Grime (AUS), Roel van Eert (NED) |
| 2008. augusztus 11. 20:30 | Amat 8' · Freixa 20' · Ribas 41' · Sojo 49' | (2–1) Jegyzőkönyv | Truyens 26' · Dekeyser 63' | Játékvezetők: Murray Grime (AUS), Roel van Eert (NED) |
| 2008. augusztus 11. 20:30 | Alegre 70'                                  | Büntetések        |                            | Játékvezetők: Murray Grime (AUS), Roel van Eert (NED) |

| 2008. augusztus 13. 20:30 | Új-Zéland (NZL)                        | 0–1               | Spanyolország (ESP) | Játékvezetők: John Wright (RSA), Christian Blasch (GER) |
| 2008. augusztus 13. 20:30 |                                        | (0–0) Jegyzőkönyv | Freixa 70'          | Játékvezetők: John Wright (RSA), Christian Blasch (GER) |
| 2008. augusztus 13. 20:30 | Archibald 21' Henwood 24' McAleese 27' | Büntetések        | Sala 23'            | Játékvezetők: John Wright (RSA), Christian Blasch (GER) |

| 2008. augusztus 15. 08:30 | Spanyolország (ESP)  | 2–1               | Kína (CHN)                   | Játékvezetők: David Gentles (AUS), Kim Hong-Lae (KOR) |
| 2008. augusztus 15. 08:30 | Ribas 17' · Amat 67' | (1–1) Jegyzőkönyv | Na Jü-po 6'                  | Játékvezetők: David Gentles (AUS), Kim Hong-Lae (KOR) |
| 2008. augusztus 15. 08:30 | Freixa 69'           | Büntetések        | Hu Huj-zsen 27' Na Jü-po 57' | Játékvezetők: David Gentles (AUS), Kim Hong-Lae (KOR) |

| 2008. augusztus 17. 21:00 | Németország (GER)  | 1–0               | Spanyolország (ESP) | Játékvezetők: John Wright (RSA), David Gentles (AUS) |
| 2008. augusztus 17. 21:00 | Fürste 34'         | (1–0) Jegyzőkönyv |                     | Játékvezetők: John Wright (RSA), David Gentles (AUS) |
| 2008. augusztus 17. 21:00 | Biederlack 39' 69' | Büntetések        |                     | Játékvezetők: John Wright (RSA), David Gentles (AUS) |

| 2008. augusztus 19. 18:30 | Dél-Korea (KOR)      | 1–2               | Spanyolország (ESP) | Játékvezetők: Henrik Ehlers (DEN), John Wright (USA) |
| 2008. augusztus 19. 18:30 | Jun Szonghun 69'     | (0–1) Jegyzőkönyv | Freixa 12', 53'     | Játékvezetők: Henrik Ehlers (DEN), John Wright (USA) |
| 2008. augusztus 19. 18:30 | Kang Szongdzsong 32' | Büntetések        |                     | Játékvezetők: Henrik Ehlers (DEN), John Wright (USA) |

Elődöntő
| 2008. augusztus 21. 20:30 | Spanyolország (ESP)         | 3 − 2             | Ausztrália (AUS)         | Játékvezetők: Henrik Ehlers (DEN), Christian Blasch (GER) |
| 2008. augusztus 21. 20:30 | Tubau 39', 44' · Freixa 68' | (0–1) Jegyzőkönyv | Abbott 1' · Ockenden 37' | Játékvezetők: Henrik Ehlers (DEN), Christian Blasch (GER) |
| 2008. augusztus 21. 20:30 | Fábregas 21' Tubau 42'      | Büntetések        | Hammond 42' Wells 61'    | Játékvezetők: Henrik Ehlers (DEN), Christian Blasch (GER) |

Döntő
| 2008. augusztus 23. 20:30 | Németország (GER)     | 1–0               | Spanyolország (ESP) | Játékvezetők: Henrik Ehlers (DEN), David Gentles (AUS) |
| 2008. augusztus 23. 20:30 | C. Zeller 16'         | (1–0) Jegyzőkönyv |                     | Játékvezetők: Henrik Ehlers (DEN), David Gentles (AUS) |
| 2008. augusztus 23. 20:30 | Müller 19' Nevado 44' | Büntetések        | Enrique 63'         | Játékvezetők: Henrik Ehlers (DEN), David Gentles (AUS) |

| Csapat              | Helyezés |
| ------------------- | -------- |
| Spanyolország (ESP) |          |

### Női
| #               | Név                |         |         |         |         |         |         |         |
| Kapusok         | Kapusok            | Kapusok | Kapusok | Kapusok | Kapusok | Kapusok | Kapusok | Kapusok |
| --------------- | ------------------ | ------- | ------- | ------- | ------- | ------- | ------- | ------- |
| 1               | María Jesús Rosa   |         |         |         |         |         |         |         |
| 19              | María Lopéz        |         |         |         |         |         |         |         |
| Mezőnyjátékosok |                    |         |         |         |         |         |         |         |
| 2               | Julia Menéndez     |         |         |         |         |         |         |         |
| 3               | Rocío Ybarra       |         |         |         |         |         |         |         |
| 7               | Bárbara Malda      |         |         |         |         |         |         |         |
| 9               | Silvia Muñoz (CSK) |         |         |         |         |         |         |         |
| 10              | Silvia Bonastre    |         |         |         |         |         |         |         |
| 11              | María Romagosa     |         |         |         |         |         |         |         |
| 12              | Marta Ejarque      |         |         |         |         |         |         |         |
| 13              | Raquel Huertas     |         |         |         |         |         |         |         |
| 14              | Pilar Sánchez      |         |         |         |         |         |         |         |
| 17              | Núria Camón        |         |         |         |         |         |         |         |
| 20              | Montse Cruz        |         |         |         |         |         |         |         |
| 21              | Esther Termens     |         |         |         |         |         |         |         |
| 22              | Gloria Comerma     |         |         |         |         |         |         |         |
| 23              | Georgina Oliva     |         |         |         |         |         |         |         |
| Tartalékok      |                    |         |         |         |         |         |         |         |
| 5               | Paula Paula        |         |         |         |         |         |         |         |
| 8               | Panadero Yurena    |         |         |         |         |         |         |         |
| Vezetőedző      |                    |         |         |         |         |         |         |         |
|                 | Pablo Usoz         |         |         |         |         |         |         |         |

#### Eredmények
Csoportkör
A csoport
| Csapat                        | M | Gy | D | V | G+ | G– | Gk  | P  |
| ----------------------------- | - | -- | - | - | -- | -- | --- | -- |
| Hollandia (NED)               | 5 | 5  | 0 | 0 | 14 | 3  | +11 | 15 |
| Kína (CHN)                    | 5 | 3  | 1 | 1 | 14 | 4  | +10 | 10 |
| Ausztrália (AUS)              | 5 | 3  | 1 | 1 | 17 | 9  | +8  | 10 |
| Spanyolország (ESP)           | 5 | 2  | 0 | 3 | 4  | 12 | –8  | 6  |
| Dél-Korea (KOR)               | 5 | 1  | 0 | 4 | 13 | 18 | –5  | 3  |
| Dél-afrikai Köztársaság (RSA) | 5 | 0  | 0 | 5 | 2  | 18 | –16 | 0  |

| 2008. augusztus 10. 10:30 | Kína (CHN)                                            | 3–0               | Spanyolország (ESP) | Játékvezetők: Ute Conen (GER), Marelize de Clerk (RSA) |
| 2008. augusztus 10. 10:30 | Fu Pao-zsung 17' · Li Hung-hszia 31' · Kao Li-hua 37' | (2–0) Jegyzőkönyv |                     | Játékvezetők: Ute Conen (GER), Marelize de Clerk (RSA) |
| 2008. augusztus 10. 10:30 |                                                       | Büntetések        | Termens 57'         | Játékvezetők: Ute Conen (GER), Marelize de Clerk (RSA) |

| 2008. augusztus 12. 10:30 | Ausztrália (AUS)                                                         | 6–1               | Spanyolország (ESP) | Játékvezetők: Szoma Csieko (JPN), Miao Lin (CHN) |
| 2008. augusztus 12. 10:30 | Skirving 27', 60' · Hudson 47' · Eastham 54' · Halliday 66' · Rivers 70' | (1–1) Jegyzőkönyv | Muñoz 6'            | Játékvezetők: Szoma Csieko (JPN), Miao Lin (CHN) |
| 2008. augusztus 12. 10:30 | Liddelow 18'                                                             | Büntetések        |                     | Játékvezetők: Szoma Csieko (JPN), Miao Lin (CHN) |

| 2008. augusztus 14. 18:00 | Spanyolország (ESP)      | 2–1               | Dél-Korea (KOR)                               | Játékvezetők: Anne McRae (GBR), Sarah Garnett (NZL) |
| 2008. augusztus 14. 18:00 | Camón 8' · Sánchez 22'   | (2–0) Jegyzőkönyv | Kim Dzsongun 37'                              | Játékvezetők: Anne McRae (GBR), Sarah Garnett (NZL) |
| 2008. augusztus 14. 18:00 | Bonastre 19' Huertas 24' | Büntetések        | Pak Mihjon 29' Pak Csongszuk 43' I Szonok 70' | Játékvezetők: Anne McRae (GBR), Sarah Garnett (NZL) |

| 2008. augusztus 16. 21:00 | Spanyolország (ESP)                 | 1–0               | Dél-afrikai Köztársaság (RSA) | Játékvezetők: Lee Keum-Ju (KOR), Gina Spitaleri (ITA) |
| 2008. augusztus 16. 21:00 | Romagosa 31'                        | (1–0) Jegyzőkönyv |                               | Játékvezetők: Lee Keum-Ju (KOR), Gina Spitaleri (ITA) |
| 2008. augusztus 16. 21:00 | Oliva 32' Romagosa 35' Bonastre 50' | Büntetések        | Marais 47'                    | Játékvezetők: Lee Keum-Ju (KOR), Gina Spitaleri (ITA) |

| 2008. augusztus 18. 18:30 | Hollandia (NED)       | 2–0               | Spanyolország (ESP) | Játékvezetők: Soledad Iparraguirre (ARG), Minka Woolley (AUS) |
| 2008. augusztus 18. 18:30 | Paumen 22' · Hoog 69' | (1–0) Jegyzőkönyv |                     | Játékvezetők: Soledad Iparraguirre (ARG), Minka Woolley (AUS) |
| 2008. augusztus 18. 18:30 | Smabers 55'           | Büntetések        | Camón 59'           | Játékvezetők: Soledad Iparraguirre (ARG), Minka Woolley (AUS) |

A 7. helyért
| 2008. augusztus 20. 11:00 | Spanyolország (ESP)                              | 3–2 (h. u.)            | Egyesült Államok (USA) | Játékvezetők: Minka Woolley (AUS), Ute Conen (GER) |
| 2008. augusztus 20. 11:00 | Termens 8' · Huertas 68' · Ybarra 84' (aranygól) | (1–1, 2–2) Jegyzőkönyv | Sensenig 30' · Loy 59' | Játékvezetők: Minka Woolley (AUS), Ute Conen (GER) |
| 2008. augusztus 20. 11:00 | Comerma 29' Termens 54' 64' Camón 72'            | Büntetések             | Lingo 67'              | Játékvezetők: Minka Woolley (AUS), Ute Conen (GER) |

| Csapat              | Helyezés |
| ------------------- | -------- |
| Spanyolország (ESP) | 7.       |

## Íjászat
Férfi
| Versenyző      | Versenyszám | Selejtező | Selejtező | 64-es főtábla                         | 32-es főtábla                          | Nyolcaddöntő      | Negyeddöntő       | Elődöntő          | Döntő             | Helyezés |
| Versenyző      | Versenyszám | Pont      | Kiemelt   | Ellenfél Eredmény                     | Ellenfél Eredmény                      | Ellenfél Eredmény | Ellenfél Eredmény | Ellenfél Eredmény | Ellenfél Eredmény | Helyezés |
| -------------- | ----------- | --------- | --------- | ------------------------------------- | -------------------------------------- | ----------------- | ----------------- | ----------------- | ----------------- | -------- |
| Daniel Morillo | Egyéni      | 657       | 33.       | Markijan Ivasko (UKR) (32.) · 115-107 | Juan René Serrano (MEX) (1.) · 111-112 | kiesett           | kiesett           | kiesett           | kiesett           | 17.*     |

* - egy másik versenyzővel azonos eredményt ért el

## Kajak-kenu

### Síkvízi
Férfi
| Versenyző                   | Versenyszám        | Előfutam | Előfutam | Előfutam | Elődöntő | Elődöntő | Elődöntő | Döntő    | Döntő    |
| Versenyző                   | Versenyszám        | Idő      | Hely.    | Össz.    | Idő      | Hely.    | Össz.    | Idő      | Helyezés |
| --------------------------- | ------------------ | -------- | -------- | -------- | -------- | -------- | -------- | -------- | -------- |
| David Cal                   | Kenu egyes 500 m   | 1:48.095 | 1.D      | 2.       |          |          |          | 1:48,397 |          |
| David Cal                   | Kenu egyes 1000 m  | 3:58.756 | 1.D      | 5.       |          |          |          | 3:52,751 |          |
| Saúl Craviotto Carlos Pérez | Kajak kettes 500 m | 1:28.983 | 2.D      | 3.       |          |          |          | 1:28,736 |          |

Női
| Versenyző                                                   | Versenyszám        | Előfutam | Előfutam | Előfutam | Elődöntő | Elődöntő | Elődöntő | Döntő    | Döntő    |
| Versenyző                                                   | Versenyszám        | Idő      | Hely.    | Össz.    | Idő      | Hely.    | Össz.    | Idő      | Helyezés |
| ----------------------------------------------------------- | ------------------ | -------- | -------- | -------- | -------- | -------- | -------- | -------- | -------- |
| Teresa Portela                                              | Kajak egyes 500 m  | 1:51,654 | 2.       | 11.      | 1:54,981 | 6.       | 13.      | kiesett  | kiesett  |
| Beatriz Manchón Sonia Molanes                               | Kajak kettes 500 m | 1:46,646 | 5.       | 9.       | 1:45,313 | 4.       | 4.       | kiesett  | kiesett  |
| Beatriz Manchón Jana Smidaková Sonia Molanes Teresa Portela | Kajak négyes 500 m | 1:37,914 | 4.       | 8.       | 1:37,172 | 1.       | 1.       | 1:35,366 | 5.       |

### Szlalom
Férfi
| Versenyző             | Versenyszám | Selejtező | Selejtező | Selejtező | Selejtező | Selejtező  | Selejtező  | Elődöntő | Elődöntő | Döntő   | Döntő   | Összesítés | Összesítés |
| Versenyző             | Versenyszám | 1. futam  | 1. futam  | 2. futam  | 2. futam  | Összesítés | Összesítés | Elődöntő | Elődöntő | Döntő   | Döntő   | Összesítés | Összesítés |
| Versenyző             | Versenyszám | Pont      | Hely.     | Pont      | Hely.     | Pont       | Hely.      | Pont     | Hely.    | Pont    | Hely.   | Pont       | Helyezés   |
| --------------------- | ----------- | --------- | --------- | --------- | --------- | ---------- | ---------- | -------- | -------- | ------- | ------- | ---------- | ---------- |
| Guillermo Díez-Canedo | Kajak egyes | 84,95     | 4.        | 88,07     | 13.       | 173,02     | 12.        | 90,06    | 14.      | kiesett | kiesett | kiesett    | kiesett    |
| Ander Elosegi         | Kenu egyes  | 87,00     | 4.        | 85,47     | 4.        | 172,47     | 5.         | 92,19    | 7.       | 89,93   | 4.      | 182,12     | 4.         |

Női
| Versenyző         | Versenyszám | Selejtező | Selejtező | Selejtező | Selejtező | Selejtező  | Selejtező  | Elődöntő | Elődöntő | Döntő   | Döntő   | Összesítés | Összesítés |
| Versenyző         | Versenyszám | 1. futam  | 1. futam  | 2. futam  | 2. futam  | Összesítés | Összesítés | Elődöntő | Elődöntő | Döntő   | Döntő   | Összesítés | Összesítés |
| Versenyző         | Versenyszám | Pont      | Hely.     | Pont      | Hely.     | Pont       | Hely.      | Pont     | Hely.    | Pont    | Hely.   | Pont       | Helyezés   |
| ----------------- | ----------- | --------- | --------- | --------- | --------- | ---------- | ---------- | -------- | -------- | ------- | ------- | ---------- | ---------- |
| Maialen Chourraut | Kajak egyes | 147,95    | 17.       | 105,44    | 12.       | 253,39     | 16.        | kiesett  | kiesett  | kiesett | kiesett | kiesett    | kiesett    |

## Kerékpározás

### Hegyi-kerékpározás
| Versenyző             | Versenyszám        | Idő              | Helyezés      |
| --------------------- | ------------------ | ---------------- | ------------- |
| Carlos Coloma Nicolás | Férfi terepverseny | 2:09:05 (+13:06) | 28.           |
| José Antonio Hermida  | Férfi terepverseny | 2:01:01 (+5:02)  | 10.           |
| Iñaki Lejarreta       | Férfi terepverseny | 2:00:21 (+4:22)  | 8.            |
| Marga Fullana         | Női terepverseny   | nem ért célba    | nem ért célba |

### Országúti kerékpározás
Férfi
| Versenyző          | Versenyszám   | Idő                   | Helyezés      |
| ------------------ | ------------- | --------------------- | ------------- |
| Alberto Contador   | Mezőnyverseny | nem ért célba         | nem ért célba |
| Alberto Contador   | Időfutam      | 1:03:29,51 (+1:18,08) | 4.            |
| Samuel Sánchez     | Időfutam      | 1:04:37,24 (+2:25,81) | 6.            |
| Samuel Sánchez     | Mezőnyverseny | 6:23:49               |               |
| Óscar Freire       | Mezőnyverseny | nem ért célba         | nem ért célba |
| Carlos Sastre      | Mezőnyverseny | 6:31:06 (+7:17)       | 48.           |
| Alejandro Valverde | Mezőnyverseny | 6:24:11 (+0:22)       | 12.           |

Női
| Versenyző        | Versenyszám   | Idő                 | Helyezés |
| ---------------- | ------------- | ------------------- | -------- |
| Anna Sanchis     | Mezőnyverseny | 3:32:52 (+0:28)     | 19.      |
| Marta Vilajosana | Mezőnyverseny | 3:43:25 (+11:01)    | 55.      |
| Marta Vilajosana | Időfutam      | 37:54,99 (+3:03,27) | 19.      |

### Pálya-kerékpározás
Üldözőversenyek
| Versenyző                                                | Versenyszám                | Selejtező | Selejtező | Elődöntő                                                                              | Elődöntő  | Elődöntő | Döntő        | Döntő     | Döntő    |
| Versenyző                                                | Versenyszám                | Idő       | Hely.     | Ellenfél Idő                                                                          | Saját idő | Hely.    | Ellenfél Idő | Saját idő | Helyezés |
| -------------------------------------------------------- | -------------------------- | --------- | --------- | ------------------------------------------------------------------------------------- | --------- | -------- | ------------ | --------- | -------- |
| Sergi Escobar                                            | Férfi egyéni üldözőverseny | 4:26,102  | 10.       | kiesett                                                                               | kiesett   | kiesett  | kiesett      | kiesett   | kiesett  |
| Antonio Tauler                                           | Férfi egyéni üldözőverseny | 4:22,462  | 6.        | Alekszej Markov (RUS) · 4:22,308                                                      | 4:24,974  | 6.       | kiesett      | kiesett   | kiesett  |
| Sergi Escobar Asier Maeztu David Muntaner Antonio Miguel | Férfi csapat üldözőverseny | 4:06,509  | 7.        | Új-Zéland (NZL) · Sam Bewley · Hayden Roulston · Marc Ryan · Jesse Sergent · 3:57,536 | lekörözve | 7.       | kiesett      | kiesett   | kiesett  |

Pontversenyek
| Név                          | Versenyszám       | Pont | Helyezés |
| ---------------------------- | ----------------- | ---- | -------- |
| Joan Llaneras                | Férfi pontverseny | 60   |          |
| Leire Olaberria              | Női pontverseny   | 13   |          |
| Joan Llaneras Antonio Tauler | Férfi madison     | 7    |          |

## Kézilabda

### Férfi

#### Eredmények
Csoportkör
A csoport
| Csapat              | M | Gy | D | V | G+  | G–  | Gk  | P |
| ------------------- | - | -- | - | - | --- | --- | --- | - |
| Franciaország (FRA) | 5 | 4  | 1 | 0 | 148 | 115 | +33 | 9 |
| Lengyelország (POL) | 5 | 3  | 1 | 1 | 147 | 128 | +19 | 7 |
| Horvátország (CRO)  | 5 | 3  | 0 | 2 | 140 | 115 | +25 | 6 |
| Spanyolország (ESP) | 5 | 3  | 0 | 2 | 152 | 145 | +7  | 6 |
| Brazília (BRA)      | 5 | 1  | 0 | 4 | 129 | 153 | –24 | 2 |
| Kína (CHN)          | 5 | 0  | 0 | 5 | 104 | 164 | –60 | 0 |

| 2008. augusztus 10. 09:00 | Horvátország (CRO) | 31–29       | Spanyolország (ESP) | Olimpiai Sport Centrum, Peking Játékvezetők: Lemme, Ulrich (GER) |
| 2008. augusztus 10. 09:00 | Lacković, Džomba 5 | (16–11)     | García 5            | Olimpiai Sport Centrum, Peking Játékvezetők: Lemme, Ulrich (GER) |
| 2008. augusztus 10. 09:00 | 4× 4×              | Jegyzőkönyv | 3× 3×               | Olimpiai Sport Centrum, Peking Játékvezetők: Lemme, Ulrich (GER) |

| 2008. augusztus 12. 15:45 | Spanyolország (ESP) | 30–29       | Lengyelország (POL) | Olimpiai Sport Centrum, Peking Játékvezetők: Csernyega, Polagyenko (RUS) |
| 2008. augusztus 12. 15:45 | Rocas 7             | (16–17)     | Jurasik, Lijewski 4 | Olimpiai Sport Centrum, Peking Játékvezetők: Csernyega, Polagyenko (RUS) |
| 2008. augusztus 12. 15:45 | 1× 3×               | Jegyzőkönyv | 5× 4×               | Olimpiai Sport Centrum, Peking Játékvezetők: Csernyega, Polagyenko (RUS) |

| 2008. augusztus 14. 15:45 | Kína (CHN)  | 22–36       | Spanyolország (ESP) | Olimpiai Sport Centrum, Peking Játékvezetők: Elmoamli, Shaban Ali (EGY) |
| 2008. augusztus 14. 15:45 | Cuj Liang 5 | (12–16)     | Tomás 7             | Olimpiai Sport Centrum, Peking Játékvezetők: Elmoamli, Shaban Ali (EGY) |
| 2008. augusztus 14. 15:45 | 2× 3×       | Jegyzőkönyv | 1× 3×               | Olimpiai Sport Centrum, Peking Játékvezetők: Elmoamli, Shaban Ali (EGY) |

| 2008. augusztus 16. 14:00 | Franciaország (FRA) | 28–21       | Spanyolország (ESP) | Olimpiai Sport Centrum, Peking Játékvezetők: Lemme, Ullrich (GER) |
| 2008. augusztus 16. 14:00 | Gille 6             | (16–10)     | García 7            | Olimpiai Sport Centrum, Peking Játékvezetők: Lemme, Ullrich (GER) |
| 2008. augusztus 16. 14:00 | 3× 3×               | Jegyzőkönyv | 3× 3×               | Olimpiai Sport Centrum, Peking Játékvezetők: Lemme, Ullrich (GER) |

| 2008. augusztus 18. 10:45 | Spanyolország (ESP) | 36–35       | Brazília (BRA)   | Olimpiai Sport Centrum, Peking Játékvezetők: Baum, Goralczyk (POL) |
| 2008. augusztus 18. 10:45 | Romero 8            | (20–17)     | Pacheco Filho 12 | Olimpiai Sport Centrum, Peking Játékvezetők: Baum, Goralczyk (POL) |
| 2008. augusztus 18. 10:45 | 4× 3× 1×            | Jegyzőkönyv | 3× 3× 1×         | Olimpiai Sport Centrum, Peking Játékvezetők: Baum, Goralczyk (POL) |

Negyeddöntő
| 2008. augusztus 20. 20:15 | Dél-Korea (KOR) | 24–29       | Spanyolország (ESP) | Olimpiai Sport Centrum, Peking Játékvezetők: Gjeding, Hansen (DEN) |
| 2008. augusztus 20. 20:15 | Csong Ikjong 7  | (13–14)     | Rocas 8             | Olimpiai Sport Centrum, Peking Játékvezetők: Gjeding, Hansen (DEN) |
| 2008. augusztus 20. 20:15 | 3× 3×           | Jegyzőkönyv | 5× 2×               | Olimpiai Sport Centrum, Peking Játékvezetők: Gjeding, Hansen (DEN) |

Elődöntő
| 2008. augusztus 22. 20:15 | Izland (ISL)           | 36–30       | Spanyolország (ESP) | Olimpiai Sport Centrum, Peking Játékvezetők: Krstic, Ljubic (SLO) |
| 2008. augusztus 22. 20:15 | Sigurðsson, Geirsson 7 | (17–15)     | Rocas 7             | Olimpiai Sport Centrum, Peking Játékvezetők: Krstic, Ljubic (SLO) |
| 2008. augusztus 22. 20:15 | 9× 4×                  | Jegyzőkönyv | 5× 3× 1×            | Olimpiai Sport Centrum, Peking Játékvezetők: Krstic, Ljubic (SLO) |

Bronzmérkőzés
| 2008. augusztus 24. 13:30 | Horvátország (CRO) | 29–35       | Spanyolország (ESP) | Olimpiai Sport Centrum, Peking Játékvezetők: Din, Dinu (ROU) |
| 2008. augusztus 24. 13:30 | Duvnjak 7          | (14–12)     | García, Prieto 7    | Olimpiai Sport Centrum, Peking Játékvezetők: Din, Dinu (ROU) |
| 2008. augusztus 24. 13:30 | 4× 3×              | Jegyzőkönyv | 5× 3×               | Olimpiai Sport Centrum, Peking Játékvezetők: Din, Dinu (ROU) |

| Csapat              | Helyezés |
| ------------------- | -------- |
| Spanyolország (ESP) |          |

## Kosárlabda

### Férfi

#### Eredmények
Csoportkör
B csoport
| Csapat                 | M | Gy | V | P+  | P–  | Pk   |
| ---------------------- | - | -- | - | --- | --- | ---- |
| Egyesült Államok (USA) | 5 | 5  | 0 | 514 | 354 | +160 |
| Spanyolország (ESP)    | 5 | 4  | 1 | 418 | 368 | +50  |
| Görögország (GRE)      | 5 | 3  | 2 | 415 | 375 | +40  |
| Kína (CHN)             | 5 | 2  | 3 | 366 | 400 | –34  |
| Németország (GER)      | 5 | 1  | 4 | 330 | 390 | –60  |
| Angola (ANG)           | 5 | 0  | 5 | 321 | 477 | –156 |

| 2008. augusztus 10. 14:30 | Spanyolország (ESP)                      | 81–66     | Görögország (GRE) | Vukoszung Sportcsarnok, Peking Nézőszám: 11 083 Játékvezetők: Reynaldo Mercedes (DOM) |
| 2008. augusztus 10. 14:30 | (20–16, 15–13, 27–17, 19–20) Jegyzőkönyv |           |                   | Vukoszung Sportcsarnok, Peking Nézőszám: 11 083 Játékvezetők: Reynaldo Mercedes (DOM) |
| 2008. augusztus 10. 14:30 | Fernández 16                             | Pont      | Szpanúlisz 15     | Vukoszung Sportcsarnok, Peking Nézőszám: 11 083 Játékvezetők: Reynaldo Mercedes (DOM) |
| 2008. augusztus 10. 14:30 | P. Gasol 7                               | Lepattanó | Carcarísz 8       | Vukoszung Sportcsarnok, Peking Nézőszám: 11 083 Játékvezetők: Reynaldo Mercedes (DOM) |
| 2008. augusztus 10. 14:30 | Navarro, Rodríguez 2                     | Gólpassz  | Diamandídisz 3    | Vukoszung Sportcsarnok, Peking Nézőszám: 11 083 Játékvezetők: Reynaldo Mercedes (DOM) |

| 2008. augusztus 12. 16:45 | Kína (CHN)                                     | 75–85 (h. u.) | Spanyolország (ESP)   | Vukoszung Sportcsarnok, Peking Nézőszám: 11 083 Játékvezetők: José Carrión (PUR) |
| 2008. augusztus 12. 16:45 | (18–20, 28–17, 15–10, 11–25, 3–13) Jegyzőkönyv |               |                       | Vukoszung Sportcsarnok, Peking Nézőszám: 11 083 Játékvezetők: José Carrión (PUR) |
| 2008. augusztus 12. 16:45 | Liu Vej 19                                     | Pont          | P. Gasol 29           | Vukoszung Sportcsarnok, Peking Nézőszám: 11 083 Játékvezetők: José Carrión (PUR) |
| 2008. augusztus 12. 16:45 | Jao Ming, Ji Csien-lien 9                      | Lepattanó     | P. Gasol, Fernández 8 | Vukoszung Sportcsarnok, Peking Nézőszám: 11 083 Játékvezetők: José Carrión (PUR) |
| 2008. augusztus 12. 16:45 | Jao Ming, Szun Jüe 3                           | Gólpassz      | Fernández 6           | Vukoszung Sportcsarnok, Peking Nézőszám: 11 083 Játékvezetők: José Carrión (PUR) |

| 2008. augusztus 14. 09:00 | Németország (GER)                        | 59–72     | Spanyolország (ESP) | Vukoszung Sportcsarnok, Peking Nézőszám: 11 083 Játékvezetők: Fabio Facchini (ITA) |
| 2008. augusztus 14. 09:00 | (15–12, 21–27, 12–20, 11–13) Jegyzőkönyv |           |                     | Vukoszung Sportcsarnok, Peking Nézőszám: 11 083 Játékvezetők: Fabio Facchini (ITA) |
| 2008. augusztus 14. 09:00 | Hamann 15                                | Pont      | Calderón 15         | Vukoszung Sportcsarnok, Peking Nézőszám: 11 083 Játékvezetők: Fabio Facchini (ITA) |
| 2008. augusztus 14. 09:00 | Kaman 10                                 | Lepattanó | M. Gasol 8          | Vukoszung Sportcsarnok, Peking Nézőszám: 11 083 Játékvezetők: Fabio Facchini (ITA) |
| 2008. augusztus 14. 09:00 | Hamann 3                                 | Gólpassz  | P. Gasol, Rubio 3   | Vukoszung Sportcsarnok, Peking Nézőszám: 11 083 Játékvezetők: Fabio Facchini (ITA) |

| 2008. augusztus 16. 22:15 | Spanyolország (ESP)                      | 82–119    | Egyesült Államok (USA) | Vukoszung Sportcsarnok, Peking Nézőszám: 11 083 Játékvezetők: Romualdas Brazauskas (LTU) |
| 2008. augusztus 16. 22:15 | (22–31, 23–30, 18–25, 19–33) Jegyzőkönyv |           |                        | Vukoszung Sportcsarnok, Peking Nézőszám: 11 083 Játékvezetők: Romualdas Brazauskas (LTU) |
| 2008. augusztus 16. 22:15 | Reyes 19                                 | Pont      | James 18               | Vukoszung Sportcsarnok, Peking Nézőszám: 11 083 Játékvezetők: Romualdas Brazauskas (LTU) |
| 2008. augusztus 16. 22:15 | Reyes 8                                  | Lepattanó | Bosh 7                 | Vukoszung Sportcsarnok, Peking Nézőszám: 11 083 Játékvezetők: Romualdas Brazauskas (LTU) |
| 2008. augusztus 16. 22:15 | Fernández, Rubio 3                       | Gólpassz  | James, Paul 8          | Vukoszung Sportcsarnok, Peking Nézőszám: 11 083 Játékvezetők: Romualdas Brazauskas (LTU) |

| 2008. augusztus 18. 16:45 | Angola (ANG)                           | 50–98     | Spanyolország (ESP) | Vukoszung Sportcsarnok, Peking Nézőszám: 11 083 Játékvezetők: Eddie Rush (USA) |
| 2008. augusztus 18. 16:45 | (23–15, 7–25, 11–31, 9–27) Jegyzőkönyv |           |                     | Vukoszung Sportcsarnok, Peking Nézőszám: 11 083 Játékvezetők: Eddie Rush (USA) |
| 2008. augusztus 18. 16:45 | Mingas 10                              | Pont      | P. Gasol 31         | Vukoszung Sportcsarnok, Peking Nézőszám: 11 083 Játékvezetők: Eddie Rush (USA) |
| 2008. augusztus 18. 16:45 | Mingas, Ambrosio 5                     | Lepattanó | P. Gasol 9          | Vukoszung Sportcsarnok, Peking Nézőszám: 11 083 Játékvezetők: Eddie Rush (USA) |
| 2008. augusztus 18. 16:45 | Costa 5                                | Gólpassz  | Rodríguez, Rubio 5  | Vukoszung Sportcsarnok, Peking Nézőszám: 11 083 Játékvezetők: Eddie Rush (USA) |

Negyeddöntő
| 2008. augusztus 20. 14:30 | Spanyolország (ESP)                      | 72–59     | Horvátország (CRO) | Vukoszung Sportcsarnok, Peking Nézőszám: 11 083 Játékvezetők: Nikolaos Zavlanos (GRE) |
| 2008. augusztus 20. 14:30 | (22–11, 15–15, 14–12, 21–21) Jegyzőkönyv |           |                    | Vukoszung Sportcsarnok, Peking Nézőszám: 11 083 Játékvezetők: Nikolaos Zavlanos (GRE) |
| 2008. augusztus 20. 14:30 | P. Gasol 20                              | Pont      | Banić 15           | Vukoszung Sportcsarnok, Peking Nézőszám: 11 083 Játékvezetők: Nikolaos Zavlanos (GRE) |
| 2008. augusztus 20. 14:30 | P. Gasol 10                              | Lepattanó | Banić, Planinić 5  | Vukoszung Sportcsarnok, Peking Nézőszám: 11 083 Játékvezetők: Nikolaos Zavlanos (GRE) |
| 2008. augusztus 20. 14:30 | Calderón, P. Gasol 2                     | Gólpassz  | Kus, Nicević 2     | Vukoszung Sportcsarnok, Peking Nézőszám: 11 083 Játékvezetők: Nikolaos Zavlanos (GRE) |

Elődöntő
| 2008. augusztus 22. 20:00 | Spanyolország (ESP)                      | 91–86     | Litvánia (LTU)            | Vukoszung Sportcsarnok, Peking Nézőszám: 11 083 Játékvezetők: Nikolaos Pitsilkas (GRE) |
| 2008. augusztus 22. 20:00 | (21–19, 19–23, 22–24, 29–20) Jegyzőkönyv |           |                           | Vukoszung Sportcsarnok, Peking Nézőszám: 11 083 Játékvezetők: Nikolaos Pitsilkas (GRE) |
| 2008. augusztus 22. 20:00 | P. Gasol 19                              | Pont      | Jasaitis, Jasikevičius 19 | Vukoszung Sportcsarnok, Peking Nézőszám: 11 083 Játékvezetők: Nikolaos Pitsilkas (GRE) |
| 2008. augusztus 22. 20:00 | Jiménez 7                                | Lepattanó | Jasaitis 8                | Vukoszung Sportcsarnok, Peking Nézőszám: 11 083 Játékvezetők: Nikolaos Pitsilkas (GRE) |
| 2008. augusztus 22. 20:00 | Rubio 4                                  | Gólpassz  | Jasikevičius 6            | Vukoszung Sportcsarnok, Peking Nézőszám: 11 083 Játékvezetők: Nikolaos Pitsilkas (GRE) |

Döntő
| 2008. augusztus 24. 14:00 | Spanyolország (ESP)                      | 107–118   | Egyesült Államok (USA) | Wukesong Indoor Stadium, Peking Nézőszám: 11 083 Játékvezetők: Romualdas Brazauskas (LTU), Pablo Estévez (ARG), Carl Jungebrand (FIN) |
| 2008. augusztus 24. 14:00 | (31–38, 30–31, 21–22, 25–27) Jegyzőkönyv |           |                        | Wukesong Indoor Stadium, Peking Nézőszám: 11 083 Játékvezetők: Romualdas Brazauskas (LTU), Pablo Estévez (ARG), Carl Jungebrand (FIN) |
| 2008. augusztus 24. 14:00 | Fernández 22                             | Pont      | Wade 27                | Wukesong Indoor Stadium, Peking Nézőszám: 11 083 Játékvezetők: Romualdas Brazauskas (LTU), Pablo Estévez (ARG), Carl Jungebrand (FIN) |
| 2008. augusztus 24. 14:00 | Reyes 7                                  | Lepattanó | Bosh 7                 | Wukesong Indoor Stadium, Peking Nézőszám: 11 083 Játékvezetők: Romualdas Brazauskas (LTU), Pablo Estévez (ARG), Carl Jungebrand (FIN) |
| 2008. augusztus 24. 14:00 | Navarro 4                                | Gólpassz  | Bryant 6               | Wukesong Indoor Stadium, Peking Nézőszám: 11 083 Játékvezetők: Romualdas Brazauskas (LTU), Pablo Estévez (ARG), Carl Jungebrand (FIN) |

| Csapat              | Helyezés |
| ------------------- | -------- |
| Spanyolország (ESP) |          |

### Női

#### Eredmények
Csoportkör
B csoport
| Csapat                 | M | Gy | V | P+  | P–  | Pk   |
| ---------------------- | - | -- | - | --- | --- | ---- |
| Egyesült Államok (USA) | 5 | 5  | 0 | 491 | 276 | +215 |
| Kína (CHN)             | 5 | 4  | 1 | 358 | 346 | +12  |
| Spanyolország (ESP)    | 5 | 3  | 2 | 350 | 354 | –4   |
| Csehország (CZE)       | 5 | 2  | 3 | 353 | 326 | +27  |
| Új-Zéland (NZL)        | 5 | 1  | 4 | 320 | 423 | –103 |
| Mali (MLI)             | 5 | 0  | 5 | 255 | 402 | –147 |

| 2008. augusztus 9. 14:30 | Spanyolország (ESP)                     | 64–67     | Kína (CHN)     | Vukoszung Sportcsarnok, Peking Nézőszám: 11 083 Játékvezetők: Jose Carrion (PUR) |
| 2008. augusztus 9. 14:30 | (15–18, 9–19, 20–15, 20–15) Jegyzőkönyv |           |                | Vukoszung Sportcsarnok, Peking Nézőszám: 11 083 Játékvezetők: Jose Carrion (PUR) |
| 2008. augusztus 9. 14:30 | Torrens 18                              | Pont      | Pien Lan 15    | Vukoszung Sportcsarnok, Peking Nézőszám: 11 083 Játékvezetők: Jose Carrion (PUR) |
| 2008. augusztus 9. 14:30 | Montañana 7                             | Lepattanó | Pien Lan 12    | Vukoszung Sportcsarnok, Peking Nézőszám: 11 083 Játékvezetők: Jose Carrion (PUR) |
| 2008. augusztus 9. 14:30 | Palau 4                                 | Gólpassz  | Miao Li-csie 3 | Vukoszung Sportcsarnok, Peking Nézőszám: 11 083 Játékvezetők: Jose Carrion (PUR) |

| 2008. augusztus 11. 09:00 | Új-Zéland (NZL)                         | 62–85     | Spanyolország (ESP)         | Vukoszung Sportcsarnok, Peking Nézőszám: 11 083 Játékvezetők: Abreu Muhimua (MOZ) |
| 2008. augusztus 11. 09:00 | (7–18, 20–22, 20–20, 15–25) Jegyzőkönyv |           |                             | Vukoszung Sportcsarnok, Peking Nézőszám: 11 083 Játékvezetők: Abreu Muhimua (MOZ) |
| 2008. augusztus 11. 09:00 | Harmon 22                               | Pont      | Sánchez 19                  | Vukoszung Sportcsarnok, Peking Nézőszám: 11 083 Játékvezetők: Abreu Muhimua (MOZ) |
| 2008. augusztus 11. 09:00 | Wallbutton 6                            | Lepattanó | Montañana 7                 | Vukoszung Sportcsarnok, Peking Nézőszám: 11 083 Játékvezetők: Abreu Muhimua (MOZ) |
| 2008. augusztus 11. 09:00 | Harmon 3                                | Gólpassz  | Aguilar, Sánchez, Torrens 2 | Vukoszung Sportcsarnok, Peking Nézőszám: 11 083 Játékvezetők: Abreu Muhimua (MOZ) |

| 2008. augusztus 13. 11:15 | Spanyolország (ESP)                     | 74–55     | Csehország (CZE) | Vukoszung Sportcsarnok, Peking Nézőszám: 11 083 Játékvezetők: Carl Jungebrand (FIN) |
| 2008. augusztus 13. 11:15 | (15–21, 13–6, 30–11, 16–17) Jegyzőkönyv |           |                  | Vukoszung Sportcsarnok, Peking Nézőszám: 11 083 Játékvezetők: Carl Jungebrand (FIN) |
| 2008. augusztus 13. 11:15 | Montañana 20                            | Pont      | Vítečková 12     | Vukoszung Sportcsarnok, Peking Nézőszám: 11 083 Játékvezetők: Carl Jungebrand (FIN) |
| 2008. augusztus 13. 11:15 | Pascua 8                                | Lepattanó | Machová 8        | Vukoszung Sportcsarnok, Peking Nézőszám: 11 083 Játékvezetők: Carl Jungebrand (FIN) |
| 2008. augusztus 13. 11:15 | Palau 5                                 | Gólpassz  | Machová 5        | Vukoszung Sportcsarnok, Peking Nézőszám: 11 083 Játékvezetők: Carl Jungebrand (FIN) |

| 2008. augusztus 15. 20:00 | Egyesült Államok (USA)                   | 93–55     | Spanyolország (ESP) | Vukoszung Sportcsarnok, Peking Nézőszám: 11 083 Játékvezetők: Fabio Facchini (ITA) |
| 2008. augusztus 15. 20:00 | (22–17, 17–17, 23–10, 31–11) Jegyzőkönyv |           |                     | Vukoszung Sportcsarnok, Peking Nézőszám: 11 083 Játékvezetők: Fabio Facchini (ITA) |
| 2008. augusztus 15. 20:00 | Thompson 17                              | Pont      | Valdemoro 17        | Vukoszung Sportcsarnok, Peking Nézőszám: 11 083 Játékvezetők: Fabio Facchini (ITA) |
| 2008. augusztus 15. 20:00 | Leslie 11                                | Lepattanó | Nicholls González 5 | Vukoszung Sportcsarnok, Peking Nézőszám: 11 083 Játékvezetők: Fabio Facchini (ITA) |
| 2008. augusztus 15. 20:00 | Lawson, Leslie, Parker 2                 | Gólpassz  | Martínez 2          | Vukoszung Sportcsarnok, Peking Nézőszám: 11 083 Játékvezetők: Fabio Facchini (ITA) |

| 2008. augusztus 17. 09:00 | Spanyolország (ESP)                     | 79–47     | Mali (MLI)         | Vukoszung Sportcsarnok, Peking Nézőszám: 11 083 Játékvezetők: Elena Chernova (RUS) |
| 2008. augusztus 17. 09:00 | (19–5, 17–16, 22–12, 21–13) Jegyzőkönyv |           |                    | Vukoszung Sportcsarnok, Peking Nézőszám: 11 083 Játékvezetők: Elena Chernova (RUS) |
| 2008. augusztus 17. 09:00 | Valdemoro 21                            | Pont      | Sissoko 17         | Vukoszung Sportcsarnok, Peking Nézőszám: 11 083 Játékvezetők: Elena Chernova (RUS) |
| 2008. augusztus 17. 09:00 | Montañana 9                             | Lepattanó | Diawara 15         | Vukoszung Sportcsarnok, Peking Nézőszám: 11 083 Játékvezetők: Elena Chernova (RUS) |
| 2008. augusztus 17. 09:00 | Montañana, Aguilar, Lima, Martínez 4    | Gólpassz  | Diawara, Kanoute 2 | Vukoszung Sportcsarnok, Peking Nézőszám: 11 083 Játékvezetők: Elena Chernova (RUS) |

Negyeddöntő
| 2008. augusztus 19. 22:15 | Oroszország (RUS)                        | 84–65     | Spanyolország (ESP)         | Vukoszung Sportcsarnok, Peking Nézőszám: 11 083 Játékvezetők: Ilija Belosevic (SRB) |
| 2008. augusztus 19. 22:15 | (10–21, 22–19, 24–15, 28–10) Jegyzőkönyv |           |                             | Vukoszung Sportcsarnok, Peking Nézőszám: 11 083 Játékvezetők: Ilija Belosevic (SRB) |
| 2008. augusztus 19. 22:15 | Scsogoleva 19                            | Pont      | Valdemoro 16                | Vukoszung Sportcsarnok, Peking Nézőszám: 11 083 Játékvezetők: Ilija Belosevic (SRB) |
| 2008. augusztus 19. 22:15 | Sztyepanova 10                           | Lepattanó | Pascua 6                    | Vukoszung Sportcsarnok, Peking Nézőszám: 11 083 Játékvezetők: Ilija Belosevic (SRB) |
| 2008. augusztus 19. 22:15 | Rahmatulina 4                            | Gólpassz  | Valdemoro, Palau, Torrens 1 | Vukoszung Sportcsarnok, Peking Nézőszám: 11 083 Játékvezetők: Ilija Belosevic (SRB) |

| Csapat              | Helyezés |
| ------------------- | -------- |
| Spanyolország (ESP) | 5.       |

## Lovaglás
Díjlovaglás
| Versenyző     | Ló        | Versenyszám | 1. kör | 1. kör | 2. kör  | 2. kör  | 3. kör  | 3. kör  | Végeredmény | Végeredmény |
| Versenyző     | Ló        | Versenyszám | Pont   | Hely.  | Pont    | Hely.   | Pont    | Hely.   | Pont        | Helyezés    |
| ------------- | --------- | ----------- | ------ | ------ | ------- | ------- | ------- | ------- | ----------- | ----------- |
| Jordi Domingo | Prestige  | Egyéni      | 64,042 | 27.    | kiesett | kiesett | kiesett | kiesett | kiesett     | kiesett     |
| Juan Muñoz    | Fuego XII | Egyéni      | 66,083 | 21.    | 68,160  | 15.     | kiesett | kiesett | kiesett     | kiesett     |

## Műugrás
Férfi
| Versenyző     | Versenyszám    | Selejtező | Selejtező | Elődöntő | Elődöntő | Döntő   | Döntő    |
| Versenyző     | Versenyszám    | Pont      | Helyezés  | Pont     | Helyezés | Pont    | Helyezés |
| ------------- | -------------- | --------- | --------- | -------- | -------- | ------- | -------- |
| Javier Illana | Egyéni műugrás | 423,90    | 20.       | kiesett  | kiesett  | kiesett | kiesett  |

Női
| Versenyző       | Versenyszám    | Selejtező | Selejtező | Elődöntő | Elődöntő | Döntő   | Döntő    |
| Versenyző       | Versenyszám    | Pont      | Helyezés  | Pont     | Helyezés | Pont    | Helyezés |
| --------------- | -------------- | --------- | --------- | -------- | -------- | ------- | -------- |
| Jenifer Benítez | Egyéni műugrás | 194,05    | 30.       | kiesett  | kiesett  | kiesett | kiesett  |

## Ökölvívás
| Versenyző          | Versenyszám | Selejtező               | Nyolcaddöntő      | Negyeddöntő       | Elődöntő          | Döntő             | Helyezés |
| Versenyző          | Versenyszám | Ellenfél Eredmény       | Ellenfél Eredmény | Ellenfél Eredmény | Ellenfél Eredmény | Ellenfél Eredmény | Helyezés |
| ------------------ | ----------- | ----------------------- | ----------------- | ----------------- | ----------------- | ----------------- | -------- |
| Kelvin de la Nieve | Papírsúly   | Luis Yanez (USA) · 9-12 | kiesett           | kiesett           | kiesett           | kiesett           | 17.      |

## Öttusa
| Versenyző   | Versenyszám | Lövészet | Lövészet | Lövészet | Vívás    | Vívás | Vívás | Úszás   | Úszás | Úszás | Lovaglás  | Lovaglás | Lovaglás | Lovaglás | Futás    | Futás | Futás | Összesen    | Összesen |
| Versenyző   | Versenyszám | Pontszám | Pont     | Hely.    | Eredmény | Pont  | Hely. | Idő     | Pont  | Hely. | Idő       | Hibapont | Pont     | Hely.    | Idő      | Pont  | Hely. | Összes pont | Helyezés |
| ----------- | ----------- | -------- | -------- | -------- | -------- | ----- | ----- | ------- | ----- | ----- | --------- | -------- | -------- | -------- | -------- | ----- | ----- | ----------- | -------- |
| Jaime López | Férfi       | 183      | 1132     | 13.      | 17-18    | 808   | 19.*  | 2:07,02 | 1276  | 20.   | 2:29,00** | 1500     | 0        | 35.*     | 10:05,80 | 980   | 35.   | 4196        | 36.      |

* - egy másik versenyzővel azonos eredményt ért el

** - nem ért célba

## Röplabda

### Strandröplabda

#### Férfi
| Versenyző               | Csoportkör | Csoportkör | 16 közé jutásért  | Nyolcaddöntő                                                       | Negyeddöntő       | Elődöntő          | Döntő             | Helyezés |
| Versenyző               | Ellenfél Eredmény | Hely.      | Ellenfél Eredmény | Ellenfél Eredmény                                                  | Ellenfél Eredmény | Ellenfél Eredmény | Ellenfél Eredmény | Helyezés |
| ----------------------- | --- | ---------- | ----------------- | ------------------------------------------------------------------ | ----------------- | ----------------- | ----------------- | -------- |
| Pablo Herrera Raúl Mesa | A csoport · Észtország (EST) · Kristjan Kais · Rivo Vesik · 21-18, 23-21 · Ausztria (AUT) · Florian Gosch · Alexander Horst · 21-14, 21-12 · Kína (CHN) · Hszü Lin-jin · Vu Peng-ken · 13-21, 15-21 | 2.         |                   | Egyesült Államok (USA) · Jake Gibb · Sean Rosenthal · 24-26, 17-21 | kiesett           | kiesett           | kiesett           | 9.       |

## Sportlövészet
Férfi
| Versenyző         | Versenyszám       | Selejtező | Selejtező | Döntő   | Döntő    |
| Versenyző         | Versenyszám       | Pont      | Helyezés  | Pont    | Helyezés |
| ----------------- | ----------------- | --------- | --------- | ------- | -------- |
| Luis Martínez     | Légpuska          | 589       | 32.       | kiesett | kiesett  |
| Luis Martínez     | Sportpuska, fekvő | 582       | 50.       | kiesett | kiesett  |
| Alberto Fernández | Trap              | 106       | 33.       | kiesett | kiesett  |
| Jesús Serrano     | Trap              | 116       | 10.       | kiesett | kiesett  |
| Juan Aramburu     | Skeet             | 118       | 8.        | kiesett | kiesett  |
| Mario Núñez       | Skeet             | 115       | 21.       | kiesett | kiesett  |

Női
| Versenyző                 | Versenyszám   | Selejtező | Selejtező | Döntő   | Döntő    |
| Versenyző                 | Versenyszám   | Pont      | Helyezés  | Pont    | Helyezés |
| ------------------------- | ------------- | --------- | --------- | ------- | -------- |
| Sonia Franquet            | Légpisztoly   | 382       | 14.       | kiesett | kiesett  |
| Sonia Franquet            | Sportpisztoly | 582       | 9.        | kiesett | kiesett  |
| María del Pilar Fernández | Sportpisztoly | 569       | 36.       | kiesett | kiesett  |
| María del Pilar Fernández | Légpisztoly   | 379       | 25.       | kiesett | kiesett  |

* - két másik versenyzővel azonos pontszámmal végzett

## Súlyemelés
Férfi
| Versenyző         | Versenyszám | Szakítás | Szakítás | Lökés    | Lökés    | Összesen | Helyezés |
| Versenyző         | Versenyszám | Eredmény | Helyezés | Eredmény | Helyezés | Összesen | Helyezés |
| ----------------- | ----------- | -------- | -------- | -------- | -------- | -------- | -------- |
| José Juan Navarro | 94 kg       | 173,0    | 10.*     | 210,0    | 10.*     | 383,0    | 10.      |

Női
| Versenyző      | Versenyszám | Szakítás | Szakítás | Lökés    | Lökés    | Összesen | Helyezés |
| Versenyző      | Versenyszám | Eredmény | Helyezés | Eredmény | Helyezés | Összesen | Helyezés |
| -------------- | ----------- | -------- | -------- | -------- | -------- | -------- | -------- |
| Lidia Valentín | 75 kg       | 115,0    | 5.       | 135,0    | 5.       | 250,0    | 5.       |

* - egy másik versenyzővel azonos eredményt ért el

## Szinkronúszás
| Versenyző | Versenyszám | Technikai gyakorlat | Technikai gyakorlat | Selejtező        | Selejtező        | Selejtező  | Selejtező  | Döntő            | Döntő            | Döntő      | Döntő      | Helyezés |
| Versenyző | Versenyszám | Technikai gyakorlat | Technikai gyakorlat | Szabad gyakorlat | Szabad gyakorlat | Összesítés | Összesítés | Szabad gyakorlat | Szabad gyakorlat | Összesítés | Összesítés | Helyezés |
| Versenyző | Versenyszám | Pont                | Hely.               | Pont             | Hely.            | Pont       | Hely.      | Pont             | Hely.            | Pont       | Hely.      | Helyezés |
| --- | ----------- | ------------------- | ------------------- | ---------------- | ---------------- | ---------- | ---------- | ---------------- | ---------------- | ---------- | ---------- | -------- |
| Andrea Fuentes Gemma Mengual                                                                                      | Páros       | 48,834              | 2.                  | 49,084           | 2.               | 97,918     | 2.         | 49,500           | 2.               | 98,334     | 2.         |          |
| Alba Cabello Raquel Corral Andrea Fuentes Thais Henríquez Laura López Gemma Mengual Irina Rodríguez Paola Tirados | Csapat      | 48,917              | 2.                  |                  |                  |            |            | 49,334           | 2.               | 98,251     | 2.         |          |

## Taekwondo
Férfi
| Versenyző          | Versenyszám | Nyolcaddöntő                 | Negyeddöntő                           | Elődöntő                   | Vigaszág elődöntő | Bronz- mérkőzés             | Döntő             | Helyezés |
| Versenyző          | Versenyszám | Ellenfél Eredmény            | Ellenfél Eredmény                     | Ellenfél Eredmény          | Ellenfél Eredmény | Ellenfél Eredmény           | Ellenfél Eredmény | Helyezés |
| ------------------ | ----------- | ---------------------------- | ------------------------------------- | -------------------------- | ----------------- | --------------------------- | ----------------- | -------- |
| Juan Antonio Ramos | Légsúly     | Alfonso Martinez (BIZ) · 2-1 | Brazília Marcio Wenceslau (BRA) · 3-2 | Yulis Mercedes (DOM) · 2-3 |                   | Rohullah Nikpai (AFG) · 1-4 |                   | 5.       |
| Jon García         | Nehézsúly   | Akmal Ergashev (UZB) · 10-11 | kiesett                               | kiesett                    |                   |                             |                   | 10.      |

Női
| Versenyző    | Versenyszám | Nyolcaddöntő                    | Negyeddöntő       | Elődöntő          | Vigaszág elődöntő | Bronz- mérkőzés   | Döntő             | Helyezés |
| Versenyző    | Versenyszám | Ellenfél Eredmény               | Ellenfél Eredmény | Ellenfél Eredmény | Ellenfél Eredmény | Ellenfél Eredmény | Ellenfél Eredmény | Helyezés |
| ------------ | ----------- | ------------------------------- | ----------------- | ----------------- | ----------------- | ----------------- | ----------------- | -------- |
| Rosana Simón | Nehézsúly   | Karolina Kedzierska (SWE) · 4-5 | kiesett           | kiesett           |                   |                   |                   | 11.      |

## Tenisz
Férfi
| Versenyző                    | Versenyszám | 64-es főtábla                        | 32-es főtábla                                                                 | Nyolcaddöntő                                                   | Negyeddöntő                    | Elődöntő                            | Bronz- mérkőzés   | Döntő                                             | Helyezés |
| Versenyző                    | Versenyszám | Ellenfél Eredmény                    | Ellenfél Eredmény                                                             | Ellenfél Eredmény                                              | Ellenfél Eredmény              | Ellenfél Eredmény                   | Ellenfél Eredmény | Ellenfél Eredmény                                 | Helyezés |
| ---------------------------- | ----------- | ------------------------------------ | ----------------------------------------------------------------------------- | -------------------------------------------------------------- | ------------------------------ | ----------------------------------- | ----------------- | ------------------------------------------------- | -------- |
| Nicolás Almagro              | Egyes       | Gaël Monfils (FRA) · 4-6, 6-3, 3-6   | kiesett                                                                       | kiesett                                                        | kiesett                        | kiesett                             | kiesett           | kiesett                                           | 33.      |
| David Ferrer                 | Egyes       | Janko Tipsarević (SRB) · 6-7, 2-6    | kiesett                                                                       | kiesett                                                        | kiesett                        | kiesett                             | kiesett           | kiesett                                           | 33.      |
| Rafael Nadal                 | Egyes       | Potito Starace (ITA) · 6-2, 3-6, 6-2 | Lleyton Hewitt (AUS) · 6-1, 6-2                                               | Igor Andrejev (RUS) · 6-4, 6-2                                 | Jürgen Melzer (AUT) · 6-0, 6-4 | Novak Đoković (SRB) · 6-4, 1-6, 6-4 |                   | Fernando González Ciuffardi (CHI) · 6-3, 7-6, 6-3 |          |
| Tommy Robredo                | Egyes       | Andreas Seppi (ITA) · 4-6, 6-4, 6-8  | kiesett                                                                       | kiesett                                                        | kiesett                        | kiesett                             | kiesett           | kiesett                                           | 33.      |
| Rafael Nadal Tommy Robredo   | Páros       |                                      | Svédország (SWE) · Jonas Björkman · Robin Söderling · 6-3, 6-3                | Ausztrália (AUS) · Chris Guccione · Lleyton Hewitt · 2-6, 6-7  | kiesett                        | kiesett                             | kiesett           | kiesett                                           | 9.       |
| Nicolás Almagro David Ferrer | Páros       |                                      | Dél-afrikai Köztársaság (RSA) · Kevin Anderson · Jeff Coetzee · 3-6, 6-3, 6-4 | Svédország (SWE) · Simon Aspelin · Thomas Johansson · 6-7, 4-6 | kiesett                        | kiesett                             | kiesett           | kiesett                                           | 9.       |

Női
| Versenyző                                          | Versenyszám | 64-es főtábla                          | 32-es főtábla                                                          | Nyolcaddöntő                                                         | Negyeddöntő                                                                 | Elődöntő                                    | Bronz- mérkőzés   | Döntő                                                                | Helyezés |
| Versenyző                                          | Versenyszám | Ellenfél Eredmény                      | Ellenfél Eredmény                                                      | Ellenfél Eredmény                                                    | Ellenfél Eredmény                                                           | Ellenfél Eredmény                           | Ellenfél Eredmény | Ellenfél Eredmény                                                    | Helyezés |
| -------------------------------------------------- | ----------- | -------------------------------------- | ---------------------------------------------------------------------- | -------------------------------------------------------------------- | --------------------------------------------------------------------------- | ------------------------------------------- | ----------------- | -------------------------------------------------------------------- | -------- |
| Nuria Llagostera Vives                             | Egyes       | Klára Zakopalová (CZE) · 2-6, 6-3, 7-5 | Cseng Csie (CHN) · 7-6, 1-6, 4-6                                       | kiesett                                                              | kiesett                                                                     | kiesett                                     | kiesett           | kiesett                                                              | 17.      |
| María José Martínez Sánchez                        | Egyes       | Alicia Molik (AUS) · 6-1, 6-1          | Gyinara Szafina (RUS) · 6-7, 1-6                                       | kiesett                                                              | kiesett                                                                     | kiesett                                     | kiesett           | kiesett                                                              | 17.      |
| Anabel Medina Garrigues                            | Egyes       | Sybille Bammer (AUT) · 2-6, 6-4, 4-6   | kiesett                                                                | kiesett                                                              | kiesett                                                                     | kiesett                                     | kiesett           | kiesett                                                              | 33.      |
| Carla Suárez Navarro                               | Egyes       | Peng Suaj (CHN) · 5-7, 6-7             | kiesett                                                                | kiesett                                                              | kiesett                                                                     | kiesett                                     | kiesett           | kiesett                                                              | 33.      |
| Anabel Medina Garrigues Virginia Ruano Pascual     | Páros       |                                        | Ukrajna (UKR) · Marija Koritceva · Tetyana Perebijnyisz · 6-3, 6-4     | Ausztrália (AUS) · Samantha Stosur · Rennae Stubbs · 4-6-5, 6-4, 6-4 | Egyesült Államok (USA) · Lindsay Davenport · Liezel Huber · 5-7-4, 7-6, 8-6 | Kína (CHN) · Jen Ce · Cseng Csie · 6-4, 7-6 |                   | Egyesült Államok (USA) · Serena Williams · Venus Williams · 2-6, 0-6 |          |
| Nuria Llagostera Vives María José Martínez Sánchez | Páros       |                                        | Oroszország (RUS) · Jelena Vesznyina · Vera Zvonarjova · 6-2, 1-6, 3-6 | kiesett                                                              | kiesett                                                                     | kiesett                                     | kiesett           | kiesett                                                              | 17.      |

## Tollaslabda
Spanyolország 2 sportolóval képviseltette magát tollaslabdában; Pablo Abián a férfiak, Yoana Martínez pedig a nők egyéni versenyében indult.
| Versenyző      | Versenyszám | Selejtező                                    | 32-es főtábla                      | Nyolcaddöntő      | Negyeddöntő       | Elődöntő          | Bronz- mérkőzés   | Döntő             | Helyezés |
| Versenyző      | Versenyszám | Ellenfél Eredmény                            | Ellenfél Eredmény                  | Ellenfél Eredmény | Ellenfél Eredmény | Ellenfél Eredmény | Ellenfél Eredmény | Ellenfél Eredmény | Helyezés |
| -------------- | ----------- | -------------------------------------------- | ---------------------------------- | ----------------- | ----------------- | ----------------- | ----------------- | ----------------- | -------- |
| Pablo Abián    | Férfi egyes | Kęstutis Navickas (LTU) · 21-23, 21-12, 9-21 | kiesett                            | kiesett           | kiesett           | kiesett           | kiesett           | kiesett           | 33.      |
| Yoana Martínez | Női egyes   | Erin Carroll (AUS) · 21-9, 21-16             | Maria Yulianti (INA) · 9-21, 14-21 | kiesett           | kiesett           | kiesett           | kiesett           | kiesett           | 17.      |

## Torna
Férfi
| Versenyző                                                                                  | Versenyszám      | Selejtező | Selejtező | Döntő    | Döntő    |
| Versenyző                                                                                  | Versenyszám      | Pontszám  | Helyezés  | Pontszám | Helyezés |
| ------------------------------------------------------------------------------------------ | ---------------- | --------- | --------- | -------- | -------- |
| Isaac Botella                                                                              | Talaj            | 14,975    | 33.       | kiesett  | kiesett  |
| Isaac Botella                                                                              | Ugrás            | 16,075    | 8.        | 15,737   | 8.       |
| Isaac Botella                                                                              | Gyűrű            | 14,900    | 36.       | kiesett  | kiesett  |
| Isaac Botella                                                                              | Lólengés         | 13,600    | 59.       | kiesett  | kiesett  |
| Isaac Botella                                                                              | Egyéni összetett | 59,525    | 66.       | kiesett  | kiesett  |
| Manuel Carballo                                                                            | Talaj            | 14,650    | 45.       | kiesett  | kiesett  |
| Manuel Carballo                                                                            | Korlát           | 15,275    | 36.       | kiesett  | kiesett  |
| Manuel Carballo                                                                            | Nyújtó           | 13,025    | 74.       | kiesett  | kiesett  |
| Manuel Carballo                                                                            | Gyűrű            | 14,900    | 37.       | kiesett  | kiesett  |
| Manuel Carballo                                                                            | Lólengés         | 14,475    | 28.       | kiesett  | kiesett  |
| Manuel Carballo                                                                            | Egyéni összetett | 73,325    | 58.       | kiesett  | kiesett  |
| Gervasio Deferr                                                                            | Talaj            | 15,825    | 3.        | 15,775   |          |
| Gervasio Deferr                                                                            | Ugrás            | 15,075    |           | kiesett  | kiesett  |
| Gervasio Deferr                                                                            | Korlát           | 14,600    | 59.       | kiesett  | kiesett  |
| Gervasio Deferr                                                                            | Nyújtó           | 13,725    | 64.       | kiesett  | kiesett  |
| Gervasio Deferr                                                                            | Egyéni összetett | 59,225    | 67.       | kiesett  | kiesett  |
| Rafael Martínez                                                                            | Talaj            | 15,550    | 10.       | kiesett  | kiesett  |
| Rafael Martínez                                                                            | Ugrás            | 15,750    |           | kiesett  | kiesett  |
| Rafael Martínez                                                                            | Korlát           | 15,100    | 45.       | kiesett  | kiesett  |
| Rafael Martínez                                                                            | Nyújtó           | 15,275    | 16.       | kiesett  | kiesett  |
| Rafael Martínez                                                                            | Gyűrű            | 14,325    | 51.       | kiesett  | kiesett  |
| Rafael Martínez                                                                            | Lólengés         | 14,800    | 19.       | kiesett  | kiesett  |
| Rafael Martínez                                                                            | Egyéni összetett | 90,800    | 11.       | 91,500   | 10.      |
| Sergio Muñoz                                                                               | Talaj            | 14,575    | 50.       | kiesett  | kiesett  |
| Sergio Muñoz                                                                               | Ugrás            | 16,100    |           | kiesett  | kiesett  |
| Sergio Muñoz                                                                               | Korlát           | 13,675    | 71.       | kiesett  | kiesett  |
| Sergio Muñoz                                                                               | Nyújtó           | 13,300    | 72.       | kiesett  | kiesett  |
| Sergio Muñoz                                                                               | Gyűrű            | 15,150    | 27.       | kiesett  | kiesett  |
| Sergio Muñoz                                                                               | Lólengés         | 12,700    | 71.       | kiesett  | kiesett  |
| Sergio Muñoz                                                                               | Egyéni összetett | 85,500    | 40.       | kiesett  | kiesett  |
| Iván San Miguel                                                                            | Korlát           | 14,375    | 64.       | kiesett  | kiesett  |
| Iván San Miguel                                                                            | Ugrás            | 16,050    |           | kiesett  | kiesett  |
| Iván San Miguel                                                                            | Nyújtó           | 14,525    | 42.       | kiesett  | kiesett  |
| Iván San Miguel                                                                            | Gyűrű            | 15,200    | 24.       | kiesett  | kiesett  |
| Iván San Miguel                                                                            | Lólengés         | 13,775    | 55.       | kiesett  | kiesett  |
| Iván San Miguel                                                                            | Egyéni összetett | 73,925    | 55.       | kiesett  | kiesett  |
| Sergio Muñoz Iván San Miguel Manuel Carballo Isaac Botella Rafael Martínez Gervasio Deferr | Csapat összetett | 357,925   | 11.       | kiesett  | kiesett  |

Női
| Versenyző        | Versenyszám      | Selejtező | Selejtező | Döntő    | Döntő    |
| Versenyző        | Versenyszám      | Pontszám  | Helyezés  | Pontszám | Helyezés |
| ---------------- | ---------------- | --------- | --------- | -------- | -------- |
| Laura Campos     | Talaj            | 13,775    | 61.       | kiesett  | kiesett  |
| Laura Campos     | Ugrás            | 14,200    |           | kiesett  | kiesett  |
| Laura Campos     | Felemás korlát   | 13,075    | 75.       | kiesett  | kiesett  |
| Laura Campos     | Gerenda          | 13,975    | 62.       | kiesett  | kiesett  |
| Laura Campos     | Egyéni összetett | 55,025    | 49.       | kiesett  | kiesett  |
| Lenika De Simone | Talaj            | 13,850    | 57.       | kiesett  | kiesett  |
| Lenika De Simone | Ugrás            | 14,100    |           | kiesett  | kiesett  |
| Lenika De Simone | Felemás korlát   | 13,550    | 67.       | kiesett  | kiesett  |
| Lenika De Simone | Gerenda          | 14,100    | 56.       | kiesett  | kiesett  |
| Lenika De Simone | Egyéni összetett | 55,600    | 47.       | kiesett  | kiesett  |

### Ritmikus gimnasztika
| Versenyző    | Versenyszám | Selejtező | Selejtező | Selejtező | Selejtező | Selejtező | Selejtező | Selejtező | Selejtező | Selejtező | Selejtező | Döntő  | Döntő | Döntő  | Döntő  | Döntő    | Döntő    | Döntő  | Döntő  | Döntő    | Döntő    | Helyezés |
| Versenyző    | Versenyszám | Kötél     | Kötél     | Karika    | Karika    | Buzogány  | Buzogány  | Szalag    | Szalag    | Összesen  | Összesen  | Kötél  | Kötél | Karika | Karika | Buzogány | Buzogány | Szalag | Szalag | Összesen | Összesen | Helyezés |
| Versenyző    | Versenyszám | Pont      | Hely.     | Pont      | Hely.     | Pont      | Hely.     | Pont      | Hely.     | Pont      | Hely.     | Pont   | Hely. | Pont   | Hely.  | Pont     | Hely.    | Pont   | Hely.  | Pont     | Hely.    | Helyezés |
| ------------ | ----------- | --------- | --------- | --------- | --------- | --------- | --------- | --------- | --------- | --------- | --------- | ------ | ----- | ------ | ------ | -------- | -------- | ------ | ------ | -------- | -------- | -------- |
| Almudena Cid | Egyéni      | 16,675    | 11.       | 16,800    | 11.       | 16,600    | 9.**      | 16,750    | 10.*      | 66,825    | 10.       | 17,000 | 7.    | 17,000 | 9.     | 17,150   | 7.       | 16,950 | 6.     | 68,100   | 8.       | 8.       |

| Versenyző                                                                                 | Versenyszám | Selejtező | Selejtező | Selejtező              | Selejtező              | Selejtező | Selejtező | Döntő   | Döntő   | Döntő                  | Döntő                  | Döntő    | Döntő    | Helyezés |
| Versenyző                                                                                 | Versenyszám | 5 kötél   | 5 kötél   | 3 karika és 2 buzogány | 3 karika és 2 buzogány | Összesen  | Összesen  | 5 kötél | 5 kötél | 3 karika és 2 buzogány | 3 karika és 2 buzogány | Összesen | Összesen | Helyezés |
| Versenyző                                                                                 | Versenyszám | Pont      | Hely.     | Pont                   | Hely.                  | Pont      | Hely.     | Pont    | Hely.   | Pont                   | Hely.                  | Pont     | Hely.    | Helyezés |
| ----------------------------------------------------------------------------------------- | ----------- | --------- | --------- | ---------------------- | ---------------------- | --------- | --------- | ------- | ------- | ---------------------- | ---------------------- | -------- | -------- | -------- |
| Barbara González Lara González Isabel Pagán Ana María Pelaz Verónica Ruíz Elisabeth Salom | Csapat      | 15,725    | 7.        | 14,375                 | 11.                    | 30,100    | 11.       | kiesett | kiesett | kiesett                | kiesett                | kiesett  | kiesett  | 11.      |

* - egy másik versenyzővel azonos eredményt ért el

** - két másik versenyzővel azonos eredményt ért el

## Triatlon
| Versenyző       | Versenyszám | 1,5 km úszás | 1,5 km úszás | 40 km kerékpározás | 40 km kerékpározás | 10 km futás | 10 km futás | Összesítés | Összesítés |
| Versenyző       | Versenyszám | Idő          | Hely.        | Idő                | Hely.              | Idő         | Hely.       | Idő        | Helyezés   |
| --------------- | ----------- | ------------ | ------------ | ------------------ | ------------------ | ----------- | ----------- | ---------- | ---------- |
| Francisco Gómez | Férfi       | 18:08        | 8.           | 59:06              | 38.**              | 31:03       | 4.          | 1:49:13,92 | 4.         |
| Iván Raña       | Férfi       | 18:22        | 29.          | 58:52              | 19.*               | 31:14       | 5.          | 1:49:22,03 | 5.         |
| Ana Burgos      | Női         | 20:57        | 47.          | 1:05:28            | 28.*               | 35:11       | 8.          | 2:02:43,85 | 20.        |
| Ainhoa Murúa    | Női         | 19:59        | 21.          | 1:07:06            | 43.                | 36:38       | 21.         | 2:04:48,07 | 28.        |

* - egy másik versenyzővel azonos időt ért el

** - három másik versenyzővel azonos időt ért el

## Úszás
Férfi
| Versenyző          | Versenyszám      | Előfutam | Előfutam | Előfutam | Elődöntő | Elődöntő | Elődöntő | Döntő     | Döntő    |
| Versenyző          | Versenyszám      | Idő      | Hely.    | Össz.    | Idő      | Hely.    | Össz.    | Idő       | Helyezés |
| ------------------ | ---------------- | -------- | -------- | -------- | -------- | -------- | -------- | --------- | -------- |
| Borja Iradier      | 100 m mell       | 1:01,83  | 6.       | 35.*     | kiesett  | kiesett  | kiesett  | kiesett   | kiesett  |
| Melquiades Alvarez | 100 m mell       | 1:01,89  | 7.       | 37.      | kiesett  | kiesett  | kiesett  | kiesett   | kiesett  |
| Melquiades Alvarez | 200 m mell       | 2:12,59  | 3.       | 27.      | kiesett  | kiesett  | kiesett  | kiesett   | kiesett  |
| Sergio García      | 200 m mell       | 2:14,30  | 6.       | 34.      | kiesett  | kiesett  | kiesett  | kiesett   | kiesett  |
| Brenton Cabello    | 200 m vegyes     | 2:03,08  | 7.       | 33.      | kiesett  | kiesett  | kiesett  | kiesett   | kiesett  |
| Rafa Múñoz         | 100 m pillangó   | 52,53    | 7.       | 30.      | kiesett  | kiesett  | kiesett  | kiesett   | kiesett  |
| Javier Noriega     | 50 m gyors       | 22,33    | 7.       | 22.      | kiesett  | kiesett  | kiesett  | kiesett   | kiesett  |
| Javier Núñez       | 200 m pillangó   | 2:00,24  | 2.       | 32.      | kiesett  | kiesett  | kiesett  | kiesett   | kiesett  |
| Javier Núñez       | 400 m vegyes     | 4:22,69  | 8.       | 24.      |          |          |          | kiesett   | kiesett  |
| Marcos Rivera      | 1500 m gyors     | 15:18,98 | 7.       | 26.      |          |          |          | kiesett   | kiesett  |
| Aschwin Wildeboer  | 100 m hát        | 53,67    | 2.       | 4.       | 53,51    | 2.       | 4.       | 53,51     | 7.       |
| Kiko Hervás        | 10 km nyílt vízi |          |          |          |          |          |          | 1:52:16,5 | 13.      |

Női
| Versenyző                                                       | Versenyszám            | Előfutam | Előfutam | Előfutam | Elődöntő | Elődöntő | Elődöntő | Döntő     | Döntő    |
| Versenyző                                                       | Versenyszám            | Idő      | Hely.    | Össz.    | Idő      | Hely.    | Össz.    | Idő       | Helyezés |
| --------------------------------------------------------------- | ---------------------- | -------- | -------- | -------- | -------- | -------- | -------- | --------- | -------- |
| Mireia Belmonte                                                 | 200 m mell             | 2:29,46  | 8.       | 24.      | kiesett  | kiesett  | kiesett  | kiesett   | kiesett  |
| Mireia Belmonte                                                 | 400 m vegyes           | 4:37,91  | 5.       | 14.      |          |          |          | kiesett   | kiesett  |
| Mireia Belmonte                                                 | 200 m vegyes           | 2:12,75  | 6.       | 14.      | 2:13,45  | 7.       | 14.      | kiesett   | kiesett  |
| María Peláez                                                    | 200 m vegyes           | 2:15,97  | 8.       | 27.      | kiesett  | kiesett  | kiesett  | kiesett   | kiesett  |
| Escarlata Bernard                                               | 200 m hát              | 2:12,86  | 8.       | 24.      | kiesett  | kiesett  | kiesett  | kiesett   | kiesett  |
| Lydia Morant                                                    | 200 m hát              | 2:13,87  | 3.       | 25.      | kiesett  | kiesett  | kiesett  | kiesett   | kiesett  |
| Merche Peris                                                    | 100 m hát              | 1:02,30  | 5.       | 28.      | kiesett  | kiesett  | kiesett  | kiesett   | kiesett  |
| Nina Zhivanevskaya                                              | 100 m hát              | 1:00,54  | 5.       | 13.      | 1:00,50  | 6.       | 11.      | kiesett   | kiesett  |
| Melania Costa                                                   | 200 m gyors            | 1:59,50  | 6.       | 18.      | kiesett  | kiesett  | kiesett  | kiesett   | kiesett  |
| Erika Villaecija                                                | 400 m gyors            | 4:14,25  | 8.       | 23.      |          |          |          | kiesett   | kiesett  |
| Erika Villaecija                                                | 800 m gyors            | 8:32,27  | 6.       | 16.      |          |          |          | kiesett   | kiesett  |
| Yurema Requena                                                  | 10 km nyílt vízi       |          |          |          |          |          |          | 1:59:46,9 | 13.      |
| Melania Costa María Fuster Noemi Feliz Arantxa Ramos            | 4 × 200 m gyorsváltó   | 8:00,90  | 7.       | 14.      |          |          |          | kiesett   | kiesett  |
| Nina Zhivanevskaya Mireia Belmonte Ángela San Juan María Fuster | 4 × 100 m vegyes váltó | 4:06,40  | 8.       | 15.      |          |          |          | kiesett   | kiesett  |

* - egy másik versenyzővel azonos időt ért el

## Vitorlázás
Férfi
| Versenyző                      | Versenyszám     | Futam | Futam | Futam | Futam | Futam | Futam | Futam | Futam | Futam | Futam | Futam | Pontszám | Helyezés |
| Versenyző                      | Versenyszám     | 1     | 2     | 3     | 4     | 5     | 6     | 7     | 8     | 9     | 10    | É     | Pontszám | Helyezés |
| ------------------------------ | --------------- | ----- | ----- | ----- | ----- | ----- | ----- | ----- | ----- | ----- | ----- | ----- | -------- | -------- |
| Iván Pastor                    | Szörfvitorlázás | 8     | 13    | 18    | 18    | 16    | 9     | 4     | 4     | 6     | 15    | 16    | 109      | 9.       |
| Javier Hernández               | Laser           | 17    | 25    | 11    | 3     | 28    | 44    | 19    | 13    | 5     |       | -     | 121      | 14.      |
| Onán Barreiros Aarón Sarmiento | 470-es osztály  | 8     | 2     | 6     | 9     | 13    | 13    | 13    | 4     | 11    | 18    | 8     | 87       | 5.       |

Női
| Versenyző                                 | Versenyszám     | Futam | Futam | Futam | Futam | Futam | Futam | Futam | Futam | Futam | Futam | Futam | Pontszám | Helyezés |
| Versenyző                                 | Versenyszám     | 1     | 2     | 3     | 4     | 5     | 6     | 7     | 8     | 9     | 10    | É     | Pontszám | Helyezés |
| ----------------------------------------- | --------------- | ----- | ----- | ----- | ----- | ----- | ----- | ----- | ----- | ----- | ----- | ----- | -------- | -------- |
| Marina Alabau                             | Szörfvitorlázás | 3     | 5     | 5     | 2     | 5     | 11    | 8     | 5     | 4     | 9     | 8     | 54       | 4.       |
| Susana Romero                             | Laser radial    | 18    | 7     | 20    | 14    | 20    | 21    | 19    | 13    | 16    |       | -     | 127      | 21.      |
| Natalia Vía Dufresne Laia Tutzo           | 470-es osztály  | 4     | 5     | 2     | 6     | 13    | 10    | 13    | 17    | 2     | 17    | 20    | 92       | 10.      |
| Mónica Azón Sandra Azón Graciela Pisonero | Yngling         | 11    | 9     | 14    | 6     | 14    | 4     | 14    | 9     |       |       | -     | 67       | 14.      |

Nyílt
| Versenyző                      | Versenyszám        | Futam | Futam | Futam | Futam | Futam | Futam | Futam | Futam | Futam | Futam | Futam | Futam | Futam | Pontszám | Helyezés |
| Versenyző                      | Versenyszám        | 1     | 2     | 3     | 4     | 5     | 6     | 7     | 8     | 9     | 10    | 11    | 12    | É     | Pontszám | Helyezés |
| ------------------------------ | ------------------ | ----- | ----- | ----- | ----- | ----- | ----- | ----- | ----- | ----- | ----- | ----- | ----- | ----- | -------- | -------- |
| Rafael Trujillo Villar         | Finn dingi         | 12    | 4     | 3     | 14    | 20    | 20    | 27    | 1     |       |       |       |       | 6     | 80       | 9.       |
| Iker Martínez Xavier Fernández | Könnyű 49-es dingi | 1     | 10    | 17    | 2     | 20    | 5     | 7     | 10    | 3     | 4     | 1     | 2     | 2     | 64       |          |
| Fernando Echavarri Antón Paz   | Tornádó            | 1     | 6     | 1     | 4     | 7     | 13    | 1     | 7     | 1     | 8     |       |       | 8     | 44       |          |

É - éremfutam

## Vívás
Férfi
| Versenyző       | Versenyszám       | Selejtező         | 32-es főtábla                   | Nyolcaddöntő                | Negyeddöntő                      | Elődöntő                        | Bronz- mérkőzés          | Döntő             | Helyezés |
| Versenyző       | Versenyszám       | Ellenfél Eredmény | Ellenfél Eredmény               | Ellenfél Eredmény           | Ellenfél Eredmény                | Ellenfél Eredmény               | Ellenfél Eredmény        | Ellenfél Eredmény | Helyezés |
| --------------- | ----------------- | ----------------- | ------------------------------- | --------------------------- | -------------------------------- | ------------------------------- | ------------------------ | ----------------- | -------- |
| Javier Menéndez | Tőr, egyéni       |                   | Roland Schlosser (AUT) · 9-15   | kiesett                     | kiesett                          | kiesett                         | kiesett                  | kiesett           | 18.      |
| José Luis Abajo | Párbajtőr, egyéni |                   | Kim Vondzsin (KOR) · 15-14      | Jérôme Jeannet (FRA) · 15-9 | Diego Confalonieri (ITA) · 14-13 | Matteo Tagliariol (ITA) · 12-15 | Boczkó Gábor (HUN) · 8-7 |                   |          |
| Jaime Martí     | Kard, egyéni      |                   | Nyikolaj Kovaljov (RUS) · 15-12 | Csung Man (CHN) · 14-15     | kiesett                          | kiesett                         | kiesett                  | kiesett           | 12.      |
| Jorge Pina      | Kard, egyéni      |                   | Diego Occhiuzzi (ITA) · 15-9    | Aldo Montano (ITA) · 15-14  | Nicolas Lopez (FRA) · 10-15      | kiesett                         | kiesett                  | kiesett           | 7.       |

Női
| Versenyző       | Versenyszám  | Selejtező                    | 32-es főtábla                     | Nyolcaddöntő      | Negyeddöntő       | Elődöntő          | Bronz- mérkőzés   | Döntő             | Helyezés |
| Versenyző       | Versenyszám  | Ellenfél Eredmény            | Ellenfél Eredmény                 | Ellenfél Eredmény | Ellenfél Eredmény | Ellenfél Eredmény | Ellenfél Eredmény | Ellenfél Eredmény | Helyezés |
| --------------- | ------------ | ---------------------------- | --------------------------------- | ----------------- | ----------------- | ----------------- | ----------------- | ----------------- | -------- |
| Araceli Navarro | Kard, egyéni | Angélica Larios (MEX) · 15-4 | Rebecca Ward (USA) · 7-12 feladta | kiesett           | kiesett           | kiesett           | kiesett           | kiesett           | 32.      |

## Vízilabda

### Férfi
| Spanyol nemzeti férfi vízilabdacsapat-játékoskeret | Spanyol nemzeti férfi vízilabdacsapat-játékoskeret | Spanyol nemzeti férfi vízilabdacsapat-játékoskeret | Spanyol nemzeti férfi vízilabdacsapat-játékoskeret | Spanyol nemzeti férfi vízilabdacsapat-játékoskeret | Spanyol nemzeti férfi vízilabdacsapat-játékoskeret | Spanyol nemzeti férfi vízilabdacsapat-játékoskeret |
| #                                                  | Név                                                | Poszt                                              | Magasság                                           | Súly                                               | Kor                                                | Klub                                               |
| -------------------------------------------------- | -------------------------------------------------- | -------------------------------------------------- | -------------------------------------------------- | -------------------------------------------------- | -------------------------------------------------- | -------------------------------------------------- |
| 1                                                  | Iñaki Aguilar                                      | GK                                                 | 1,89 m (6 ft 2 in)                                 | 81 kg                                              | 1983. szeptember 9. (24 évesen)                    | CN Barcelona                                       |
| 2                                                  | Mario José García                                  | CB                                                 | 1,89 m (6 ft 2 in)                                 | 87 kg                                              | 1983. július 15. (25 évesen)                       | CN Alcorcon                                        |
| 3                                                  | David Martín                                       | D                                                  | 1,77 m (5 ft 10 in)                                | 80 kg                                              | 1977. január 2. (31 évesen)                        | CN Atlètic-Barceloneta                             |
| 4                                                  | Ricardo Perrone                                    | D                                                  | 1,78 m (5 ft 10 in)                                | 76 kg                                              | 1976. december 21. (31 évesen)                     | CN Barcelona                                       |
| 5                                                  | Guillermo Molina                                   | D                                                  | 1,95 m (6 ft 5 in)                                 | 112 kg                                             | 1984. március 16. (24 évesen)                      | Brescia                                            |
| 6                                                  | Marc Minguell                                      | CB                                                 | 1,86 m (6 ft 1 in)                                 | 90 kg                                              | 1979. augusztus 14. (28 évesen)                    | CN Atlètic-Barceloneta                             |
| 7                                                  | Iván Gallego                                       | CB                                                 | 1,86 m (6 ft 1 in)                                 | 100 kg                                             | 1984. június 11. (24 évesen)                       | CN Terrassa                                        |
| 8                                                  | Svilen Piralkov                                    | D                                                  | 1,89 m (6 ft 2 in)                                 | 90 kg                                              | 1975. április 8. (33 évesen)                       | CN Terrassa                                        |
| 9                                                  | Xavier Vallès                                      | CF                                                 | 1,92 m (6 ft 4 in)                                 | 102 kg                                             | 1979. szeptember 4. (28 évesen)                    | CN Atlètic-Barceloneta                             |
| 10                                                 | Felipe Perrone                                     | D                                                  | 1,83 m (6 ft 0 in)                                 | 95 kg                                              | 1983. március 16. (25 évesen)                      | Savona                                             |
| 11                                                 | Iván Pérez                                         | CF                                                 | 1,96 m (6 ft 5 in)                                 | 110 kg                                             | 1971. június 29. (37 évesen)                       | CN Atlètic-Barceloneta                             |
| 12                                                 | Xavier García                                      | D                                                  | 1,98 m (6 ft 6 in)                                 | 92 kg                                              | 1984. január 5. (24 évesen)                        | CN Atlètic-Barceloneta                             |
| 13                                                 | Ángel Luis Andreo                                  | GK                                                 | 1,91 m (6 ft 3 in)                                 | 84 kg                                              | 1972. december 3. (35 évesen)                      | Waterpolo Zaragoza                                 |
| Vezetőedző: Rafael Aguilar                         |                                                    |                                                    |                                                    |                                                    |                                                    |                                                    |

- Kor: 2008. augusztus 10-i kora

#### Eredmények
Csoportkör
A csoport
| Csapat              | M | Gy | D | V | G+ | G– | Gk  | P |
| ------------------- | - | -- | - | - | -- | -- | --- | - |
| Magyarország (HUN)  | 5 | 4  | 1 | 0 | 60 | 36 | +24 | 9 |
| Spanyolország (ESP) | 5 | 4  | 0 | 1 | 52 | 34 | +18 | 8 |
| Montenegró (MNE)    | 5 | 2  | 2 | 1 | 43 | 31 | +12 | 6 |
| Ausztrália (AUS)    | 5 | 2  | 1 | 2 | 45 | 40 | +5  | 5 |
| Görögország (GRE)   | 5 | 1  | 0 | 4 | 37 | 56 | –19 | 2 |
| Kanada (CAN)        | 5 | 0  | 0 | 5 | 21 | 61 | –40 | 0 |

| 2008. augusztus 10. 9:30 (3:30) | Spanyolország (ESP)  | 16–6 | Kanada (CAN) | Ying Tung Natatorium, Peking Játékvezetők: Čirić (SRB), Ni (CHN) |
| 2008. augusztus 10. 9:30 (3:30) | (5–2, 4–2, 3–1, 4–1) |      |              | Ying Tung Natatorium, Peking Játékvezetők: Čirić (SRB), Ni (CHN) |
| 2008. augusztus 10. 9:30 (3:30) | X. García, Molina 3  |      | Feltham 2    | Ying Tung Natatorium, Peking Játékvezetők: Čirić (SRB), Ni (CHN) |

| 2008. augusztus 12. 10:50 (4:50) | Spanyolország (ESP)  | 9–8 | Ausztrália (AUS) | Ying Tung Natatorium, Peking Játékvezetők: Margeta (SLO), Caputi (ITA) |
| 2008. augusztus 12. 10:50 (4:50) | (4–0, 2–4, 2–2, 1–2) |     |                  | Ying Tung Natatorium, Peking Játékvezetők: Margeta (SLO), Caputi (ITA) |
| 2008. augusztus 12. 10:50 (4:50) | X. García 3          |     | Whalan, Woods 2  | Ying Tung Natatorium, Peking Játékvezetők: Margeta (SLO), Caputi (ITA) |

| 2008. augusztus 14. 10:50 (4:50) | Magyarország (HUN)   | 8–5 | Spanyolország (ESP) | Ying Tung Natatorium, Peking Játékvezetők: Čirić (SRB), Chaney (USA) |
| 2008. augusztus 14. 10:50 (4:50) | (2–3, 4–2, 0–0, 2–0) |     |                     | Ying Tung Natatorium, Peking Játékvezetők: Čirić (SRB), Chaney (USA) |
| 2008. augusztus 14. 10:50 (4:50) | három játékos 2      |     | Molina 2            | Ying Tung Natatorium, Peking Játékvezetők: Čirić (SRB), Chaney (USA) |

| 2008. augusztus 16. 14:00 (8:00) | Spanyolország (ESP)  | 12–6 | Montenegró (MNE)     | Ying Tung Natatorium, Peking Játékvezetők: Chaney (USA), Tulga (TUR) |
| 2008. augusztus 16. 14:00 (8:00) | (3–0, 4–1, 3–4, 2–1) |      |                      | Ying Tung Natatorium, Peking Játékvezetők: Chaney (USA), Tulga (TUR) |
| 2008. augusztus 16. 14:00 (8:00) | Molina 3             |      | N. Janović, Ivović 2 | Ying Tung Natatorium, Peking Játékvezetők: Chaney (USA), Tulga (TUR) |

| 2008. augusztus 18. 15:20 (9:20) | Spanyolország (ESP)  | 10–6 | Görögország (GRE) | Ying Tung Natatorium, Peking Játékvezetők: Rak (CRO), Simion (ROU) |
| 2008. augusztus 18. 15:20 (9:20) | (2–0, 3–0, 3–5, 2–1) |      |                   | Ying Tung Natatorium, Peking Játékvezetők: Rak (CRO), Simion (ROU) |
| 2008. augusztus 18. 15:20 (9:20) | F. Perrone 7         |      | Theodorópulosz 2  | Ying Tung Natatorium, Peking Játékvezetők: Rak (CRO), Simion (ROU) |

Az elődöntőbe jutásért
| 2008. augusztus 20. 17:20 (11:20) | Spanyolország (ESP)  | 5–9 | Szerbia (SRB) | Ying Tung Natatorium, Peking Játékvezetők: Turcotte (CAN), Klopper (NED) |
| 2008. augusztus 20. 17:20 (11:20) | (1–0, 1–5, 1–2, 2–2) |     |               | Ying Tung Natatorium, Peking Játékvezetők: Turcotte (CAN), Klopper (NED) |
| 2008. augusztus 20. 17:20 (11:20) | Molina 2             |     | Pijetlović 4  | Ying Tung Natatorium, Peking Játékvezetők: Turcotte (CAN), Klopper (NED) |

Az 5. helyért
| 2008. augusztus 24. 13:00 (7:00) | Horvátország (CRO)   | 9–11 | Spanyolország (ESP) | Ying Tung Natatorium, Peking Játékvezetők: Chaney (USA), Kiszelly (HUN) |
| 2008. augusztus 24. 13:00 (7:00) | (2–0, 3–5, 1–3, 3–3) |      |                     | Ying Tung Natatorium, Peking Játékvezetők: Chaney (USA), Kiszelly (HUN) |
| 2008. augusztus 24. 13:00 (7:00) | Bušlje, Đogaš 2      |      | X. García 4         | Ying Tung Natatorium, Peking Játékvezetők: Chaney (USA), Kiszelly (HUN) |

| Csapat              | Helyezés |
| ------------------- | -------- |
| Spanyolország (ESP) | 5.       |